# Plateau de Millevaches
Pour les articles homonymes, voir Millevaches et Mille vaches.
Le plateau de Millevaches (en occitan Miuvachas), parfois appelé « Montagne limousine », est un grand plateau granitique français du Massif central, situé en Nouvelle-Aquitaine, dans l'historique Limousin dont il constitue la partie la plus élevée.
Situé à environ 60 km au sud-est de Limoges et 80 km à l'ouest de Clermont-Ferrand, il s'étend pour sa majeure partie sur un large quart nord-est du département de la Corrèze (haute Corrèze), occupe aussi le quart sud de la Creuse et déborde sur l'extrême sud-est de la Haute-Vienne.
Ses milieux naturels et écosystèmes, partagés entre la forêt exploitée, les zones humides, la lande et les prairies sont protégés au sein de plusieurs réserves naturelles et sites Natura 2000, et leur connaissance est renforcée par différentes actions d'inventaire ZNIEFF.
En outre, le plateau s'inscrit intégralement dans le périmètre du parc naturel régional de Millevaches en Limousin, créé en 2004, dont il constitue la partie majeure, sommitale et centrale.

## Présentation
Il occupe la partie orientale des monts du Limousin et domine les plateaux et monts de la Marche au nord, le plateau de La Courtine et les Combrailles à l'est, la vallée de la Dordogne et le haut plateau corrézien au sud et les bas plateaux du Limousin à l'ouest. D'une altitude globalement comprise entre 500 et 900 mètres, il culmine à 977 m au mont Bessou. Il est parfois surnommé « le château d'eau de la France » en raison de ses lacs et tourbières et des nombreux cours d'eau qui y prennent leur source, dont notamment la Vézère, la Vienne, la Corrèze et la Creuse.
Créé en 2004, le parc naturel régional de Millevaches en Limousin s'étend sur la totalité du plateau et plusieurs territoires voisins.

## Toponymie
Le plateau de Millevaches tire son nom de celui d'une commune dont le chef-lieu regroupe, aujourd'hui, moins de 100 habitants.
A priori, le nombre de bêtes à cornes n'explique en rien sa dénomination. D'autres origines ayant le sens de « lieu élevé et vide » sont plus favorablement avancées avec, pour certains auteurs, la possibilité qu'elles s'entrecroisent. L'étymologie du terme local vacca lui attribue des origines celtes ou encore de langues germaniques : batz, qui voudrait dire « source », pour former le nom mille vacca, « mille sources », qui aurait donné par extension « Millevaches ». Cette étymologie est très populaire et très utilisée dans la communication et par le tissu collectif — mettant en valeur les ressources naturelles en eau ; le plateau de « Mille Sources » étant aussi appelé le « château d'eau de la France » — mais se retrouve contestée par une absence de référence historique ou linguistique reconnue.

Déjà, en 1908, le géographe Onésime Reclus écrivait : 

« Le nom singulier de Millevaches, digne de la Suisse pastorale et laitière, vient probablement d’un calembour involontaire ; d’un très vieux terme quelconque d’une langue quelconque jadis parlée sur notre sol par une nation quelconque anéantie depuis ; de la désignation primitive, un jeu de mots fit des syllabes néo-latines exprimant une idée tout autre que celle que contenait l’ancien radical. Ceci est commun dans tous les pays qu’habitèrent successivement divers peuples parlant des idiomes parfois très différents de vocabulaire et d’esprit. »

Cependant Reclus était géographe et non pas linguiste, aussi, selon Albert Dauzat et Charles Rostaing, le mot pourrait être composé à partir de l'étymon gaulois melo, signifiant « lieu élevé, montagne », et de l’adjectif latin vacua, « vide, abandonnée ». Pour Jean Costes, le sens de « lieu désert » se retrouverait dans l'ancien français qui devrait étymologiquement se lire : mi (« au milieu »), le (article), vaque (« lieu inhabité »).
Ernest Nègre se base sur la forme latinisée mille vacce (vers 1315), et l'explique par l'occitan mila, « mille », et vacas, « vaches », qui décrit de manière imagée la topographie environnante, c'est-à-dire « des blocs de granite nu, groupés comme des troupeaux de vaches » (cf. l'étymologie de mascaret). Une légende s'était en effet formée où « une bergère mal inspirée aurait donné au diable ses mille vaches rendues indociles par l'orage, qui les aurait, l'une après l'autre, transformées en rochers. » Cette légende rejoint différents récits populaires locaux évoquant des troupeaux figés en pierre comme celui de la bergère frivole et de ses cent vaches (au lieu-dit « Les Cent Pierres » du Longeyroux).
La forme mentionnée au XVIIe siècle, miauvatsas, a servi d'appui à la légende des étymons vatz et batz, « sources », par ailleurs totalement inconnus des dictionnaires des langues celtique et germanique. En réalité, elle traduit graphiquement un phénomène phonétique propre à l'occitan du bassin de Brive, à savoir l'affriquée [ts] de vachas. Pierre Bec cite précisément l'exemple vacha, « vache », qu'il transcrit [vatsa] en phonétique.
Ceci est contestable ; plusieurs glossaires de racines celtiques dont celui de Malvezin (1903) donne la racine « bac » (transformé par le pluriel en « batz » ou « vatz » apparentée au sanscrit bäd et germanique baden comme étymon de « bac, baquet » réservoir d'eau (ou source). On peut faire le lien avec la commune de Batz-sur-Mer (pas de ruisseau, que des sources). Le bassin de Brive étant, dans le département de la Corrèze, à l'opposé du plateau, l'affriquée évoquée semble fantaisiste. En revanche le passage du « ba » au « va » exact inverse du phénomène bien connu dans d'autres langues romanes (espagnol, catalan) ne pose pas de problèmes de linguistique. L'étymologie la plus populaire est peut-être la bonne. On peut ajouter les mots « bacha » (abreuvoir en dialecte de Haute-Loire) et « bachole » (comporte pour les raisins dans le dialecte auvergnat), tous deux proches du sens de récipient ou lieu en rapport avec le milieu liquide…[réf. nécessaire]
S'appuyant sur les interprétations d'Yves Lavalade et Jean-François Vignaud, spécialistes de langue et toponymie occitanes, le géographe Roger Brunet donne écho à une autre explication, tenant à la traduction d'une position « entre vaux » (miu bachas, « au milieu » ou « à [la] moitié des bassins ») du bourg ayant donné son nom au plateau, à mi-distance des vallées de la Creuse et de la Luzège.

## Géographie

### Délimitation

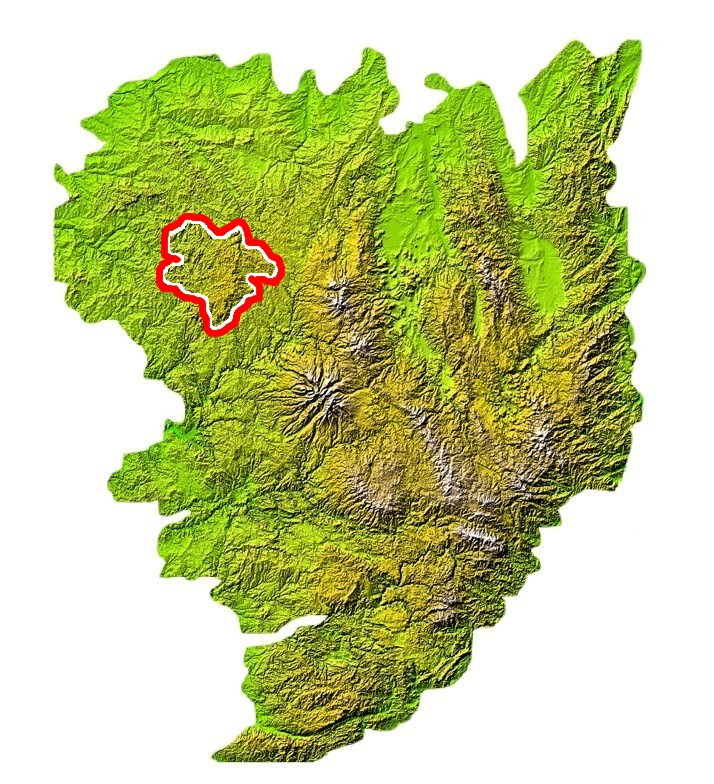
Localisation du plateau de Millevaches au sein du Massif central.

Le plateau de Millevaches ne correspond pas à une délimitation administrative, culturelle et historique précise, ces limites sont variables selon les auteurs et les critères retenus, ainsi plusieurs découpages ont été proposés.
En 2005, un Atlas des paysages du Limousin a été réalisé par l'agence de paysage Folléa-Gautier et la direction régionale de l'environnement (DREAL), en partenariat avec l'université de Limoges. Ce travail, qui recense trente-deux unités de paysage recouvrant l'ensemble de la région Limousin et qui sont principalement fondées sur des aspects géomorphologiques et naturels, définit le « plateau de Millevaches » comme une entité de forme rhombique, dont les angles aigus relient Felletin au nord à Égletons au sud, et les angles obtus Nedde à l'ouest à Ussel à l'est.
La réforme cantonale de 2014 a établi un canton du Plateau de Millevaches dans le nord du département de la Corrèze, qui rassemble 33 communes dans une acception géographique assez large du plateau dans sa partie corrézienne.
En 2015, le PNR a établi une Charte paysagère qui propose une nouvelle distinction en 16 « ensembles paysagers », dont une, la plus grande, est nommée « Haut plateau central de Millevaches ». Cette entité s'étend de Saint-Quentin-la-Chabanne au nord à Grandsaigne au sud (40 km), et de L'Église-aux-Bois à l'ouest à Saint-Sulpice-les-Bois à l'est (25 km), en intégrant également les abords du lac de Vassivière.
Il existe également une région forestière portant le nom de « plateau de Millevaches », qui s'étend sur une longueur maximale de 57 km du nord au sud entre Saint-Pardoux-Morterolles et Rosiers-d'Égletons, et une largeur d'environ 50 km d'est en ouest entre Eygurande et Eymoutiers, pour une superficie totale d'environ 1 700 m2.

#### Débats sur les délimitations
L'enjeu de son bornage alimente les débats scientifiques et politiques.

##### Plateau de Millevaches et plateau de Gentioux

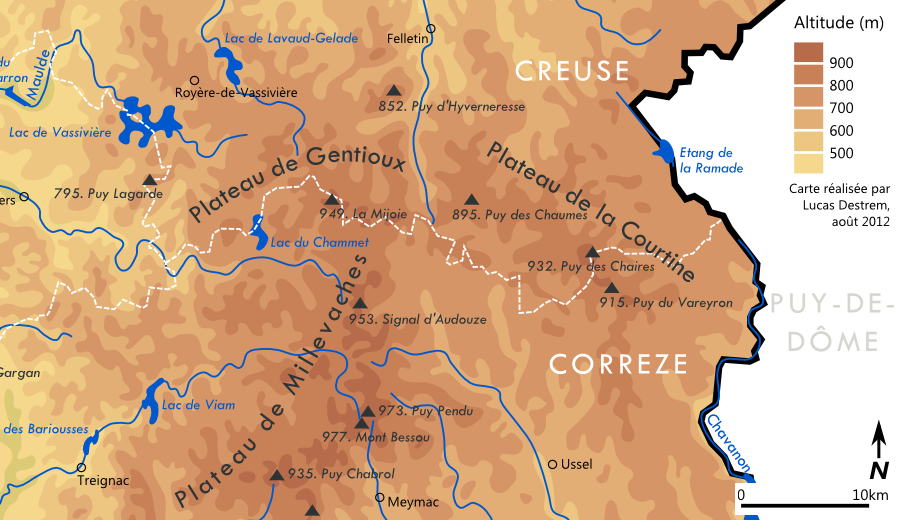
Les plateaux de Millevaches, Gentioux et la Courtine. Les deux premiers sont presque toujours associés.

Certains géographes comme Albert Demangeon dès 1910, puis Joëlle Désiré-Marchand et Claude Klein en 1986 ou encore Michel Périgord dans les années 1990, distinguent, au nord, le plateau de Gentioux du plateau de Millevaches. Ils semblent avoir pour limite les rivières de la Vienne et de la Creuse. Les hauteurs sur lesquelles la limite entre Corrèze et Creuse a été établie pourraient en être la frontière. Cette distinction est toutefois discutable et la différence peu évidente, caractérisés qu'ils sont par les mêmes landes, les mêmes tourbières, les mêmes prairies, les mêmes rivières aux eaux limpides, le même socle granitique, les mêmes activités humaines, les mêmes paysages. Le plateau de Gentioux correspondrait finalement au versant creusois du plateau de Millevaches, simplement séparé de ce dernier par une ligne floue de crêtes s'élevant de 850 à 950 mètres entre le lac du Chammet à l'ouest et les sources de la Creuse à l'est, sur laquelle passe la limite départementale.
Cette appellation a été reprise par la communauté de communes du Plateau de Gentioux, en place sur plusieurs communes creusoises du nord du territoire du plateau entre 1992 et 2013.

##### Plateau de Millevaches et plateau de la Courtine
Il arrive plus fréquemment que l'on distingue aussi le plateau de La Courtine,, le couloir formé par les vallées de la Creuse et de la Diège séparant donc le plateau de la Courtine, à l'est, du plateau de Millevaches à proprement parler (augmenté de celui de Gentioux) à l'ouest.
Le présent article intègre le plateau de Gentioux comme composantes du plateau de Millevaches, mais délaisse celui de la Courtine, à l'est des cours d'eau de la Diège et de la Creuse. Alors que celui-ci y est bien souvent inclus (par exemple le parc naturel régional de Millevaches en Limousin s'y étend), suivant des considérations plus touristiques et culturelles que physiques et géomorphologiques.
En effet, la délimitation orientale du parc naturel régional ne correspond pas à des limites physique et naturelle, mais bien à des choix touristiques et politiques (limite administrative du Limousin, volonté d'inclure l'ensemble des hautes terres du Limousin dans un ensemble). Compris en partie dans le PNR, le pays de Crocq, situé au nord-est du plateau de la Courtine, présente davantage de similitudes géologiques et géomorphologiques avec les Moyenne et Haute-Combraille (situées dans le département du Puy-de-Dôme, à l'est. Associer le pays de Crocq, administrativement en Limousin et largement compris dans le parc naturel de Millevaches en Limousin, au « véritable » plateau de Millevaches, est donc un choix subjectif guidé par des préoccupations de cohésion dans le développement territorial.

#### Autres limites
Au sud, un palier plus ou moins net sépare le plateau et ses hauteurs (700 à 800 mètres) du relief plus ou moins plan (500 à 600 mètres) des plateaux corréziens qui dominent eux-mêmes les gorges de la Dordogne.
La délimitation occidentale du plateau de Millevaches est la plus aisée. On l'assimile en général au seuil des 400 à 500 mètres d'altitude qui font figure de transition entre le plateau de Millevaches et les plateaux périphériques constituant le plateau limousin, suivant un croissant allant de Tulle à Boussac en passant par Uzerche, Limoges et Guéret, seulement troué par les monts de Fayat, les monts d'Ambazac et les monts de Guéret. Cette douce transition est très ponctuellement plus abrupte (mont Gargan, vallée de la Maulde).
Au nord, le plateau se fond de manière assez progressive dans les collines et plateaux marchois. Le puy Lautard (775 m, sur la commune de Saint-Pierre-Bellevue) et la vallée du Taurion entre Vallière et Vidaillat peuvent être retenus pour délimiter le plateau.
La délimitation du plateau de Millevaches est donc différente de celle du PNR de Millevaches, dont les limites administratives sont clairement définies par décret.

### Périmètre administratif

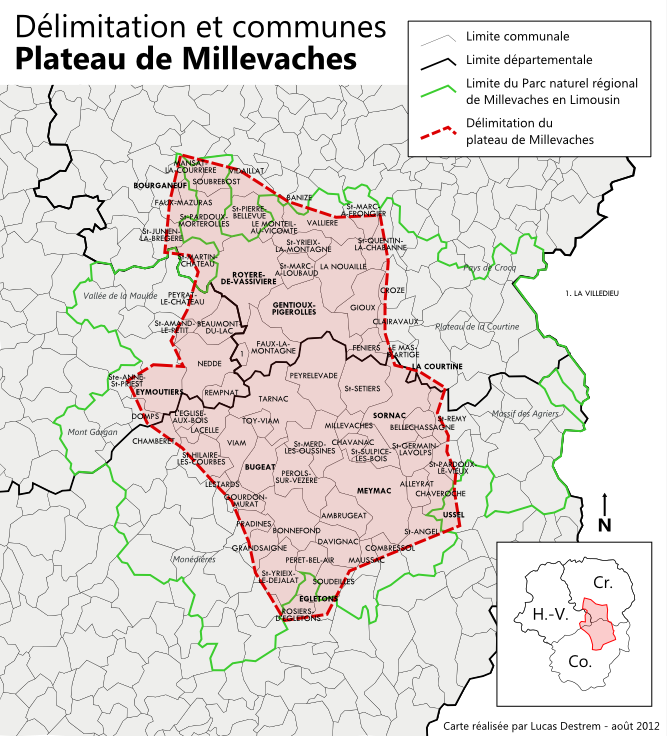
Localisation des communes du plateau.

Compte tenu du flou des critères de délimitation géographique du plateau de Millevaches, il est donc difficile de proposer une liste cohérente des communes qui le constituent. La liste suivante est ainsi subjective et non exhaustive, fondée sur une conjugaison du périmètre des unités paysagères et de choix arbitraires.[réf. nécessaire]
En italique, communes partiellement comprises.
- Corrèze :
  - Alleyrat
  - Ambrugeat
  - Bellechassagne
  - Bonnefond
  - Bugeat
  - Chamberet
  - Chavanac
  - Chaveroche
  - Combressol
  - Davignac
  - Égletons
  - L'Église-aux-Bois
  - Gourdon-Murat
  - Grandsaigne
  - Lacelle
  - Le Lonzac
  - Lestards
  - Maussac
  - Meymac
  - Millevaches
  - Péret-Bel-Air
  - Pérols-sur-Vézère
  - Peyrelevade
  - Pradines
  - Rosiers-d'Égletons
  - Saint-Angel
  - Saint-Germain-Lavolps
  - Saint-Hilaire-les-Courbes
  - Saint-Merd-les-Oussines
  - Saint-Rémy
  - Saint-Setiers
  - Saint-Sulpice-les-Bois
  - Saint-Yrieix-le-Déjalat
  - Sornac
  - Soudeilles
  - Tarnac
  - Toy-Viam
  - Ussel
  - Viam
- Creuse :
  - Banize
  - Bourganeuf
  - Clairavaux
  - La Courtine
  - Croze
  - Faux-la-Montagne
  - Faux-Mazuras
  - Féniers
  - Gentioux-Pigerolles
  - Gioux
  - Mansat-la-Courrière
  - Le Mas-d'Artige
  - Le Monteil-au-Vicomte
  - La Nouaille
  - Royère-de-Vassivière
  - Saint-Junien-la-Bregère
  - Saint-Marc-à-Frongier
  - Saint-Marc-à-Loubaud
  - Saint-Martin-Château
  - Saint-Pardoux-Morterolles
  - Saint-Pierre-Bellevue
  - Saint-Quentin-la-Chabanne
  - Saint-Yrieix-la-Montagne
  - Soubrebost
  - Thauron
  - Vallière
  - Vidaillat
  - La Villedieu
- Haute-Vienne :
  - Beaumont-du-Lac
  - Domps
  - Eymoutiers
  - Nedde
  - Peyrat-le-Château
  - Rempnat
  - Saint-Amand-le-Petit
  - Sainte-Anne-Saint-Priest

### Orogenèse
Reconnu pour ses nombreux carnets d'observation, le géologue auvergnat d'origine creusoise Philippe Glangeaud met en évidence en 1919 un facteur glaciaire dans l'évolution du relief du plateau, évoquant à ce titre la moraine frontale qui barre la vallée de la Vézère au niveau de Saint-Merd-les-Oussines, des cirques d'érosion glaciaire à Meymac, et plusieurs terrasses dans les secteurs de Bugeat et Barsanges. Il étaye sa thèse en rappelant la localisation géographique de l'océan et de la masse glaciaire de l'époque, affirmant par ailleurs que le plateau devait atteindre environ 1 100 mètres d'altitude au Pliocène, et que la mouvance des névés a contribué à éroder la roche granitique. Il fait en outre de l'érosion pluviale et torrentielle d'autres facteurs majeurs de la morphologie du plateau.

### Topographie et géomorphologie

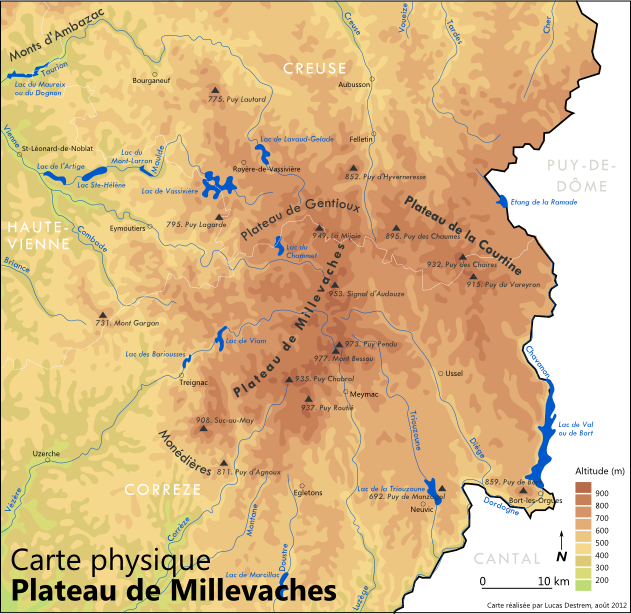
Carte topographique du plateau et de ses alentours.

Le modelé de plateau suppose une surface plane ou vallonnée séparée des espaces voisins par des vallées marquées, et dont les vallées intérieures ont des versants plus ou moins nets. L'espace dit du plateau de Millevaches ne présente pas en tous points ces caractéristiques. Aussi, plus qu'un plateau parfait, il peut être présenté comme un « ensemble mouvementé en collines et en cuvettes ».
Le plateau de Millevaches est en réalité une vaste zone aux délimitations floues et au relief, « moutonnement confus », une véritable « mer de collines boisées », résultat de la succession de vallées, vallons, collines et interfluves plans. En dépit de cette relative confusion, le modelé alvéolaire apparaît comme unité paysagère structurante.
Le plateau de Millevaches ne possède pas de monts très élevés puisque l'altitude maximale est atteinte au mont Bessou (977 m). Il est avec le plateau de La Courtine et le massif des Monédières, l'un des trois ensembles géographiques du Limousin à dépasser les 900 mètres.
D'autres monts atteignent ou dépassent tout de même les 900 mètres. Ceux-ci se répartissent en chapelet du nord au sud, sur 34 kilomètres, entre le Groscher (906 m), sur la commune de Gentioux-Pigerolles, et le Freytuvert (908 m), sur la commune de Péret-Bel-Air.
D'autres sommets, dans l'ordre décroissant :
- les Marcellats : 971 m
- le puy Pendu : 970 m
- le signal d'Audouze : 953 m, aux sources de la Vienne
- la Mijoie : 949 m, point culminant du plateau de Gentioux
- le puy la Roche : 946 m
- le mont Larfeuil : 941 m, aux sources de la Corrèze
- le puy la Peyrière : 929 m
- le puy de la Garde : 921 m, point culminant du plateau de Millevaches en Creuse
- le puy de Razel : 905 m
- le signal du pic : 831 m sommets majeurs au nord du lac de vassivière
- le puy Lagarde : 799 m, point culminant du plateau de Millevaches dans la Haute-Vienne

### Hydrographie

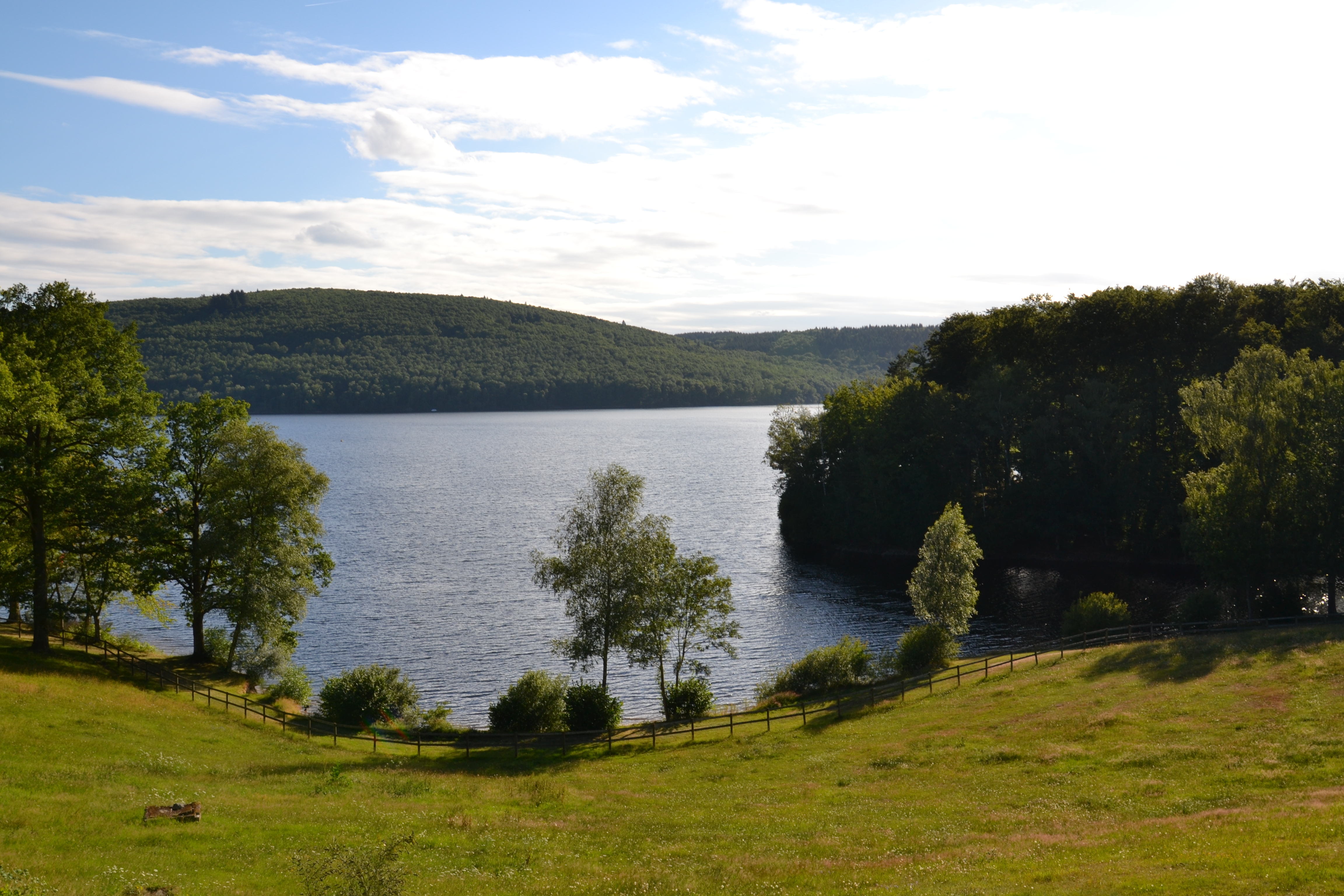
Avec ses 9.76 km2, le lac de Vassivière est le grand lac artificiel de France.

Les plus importantes de ses rivières sont :
- pour le bassin de la Loire : la Vienne et ses affluents la Creuse, le Taurion et la Maulde ;
- pour le bassin de la Dordogne : la Vézère et son affluent la Corrèze.

La Vienne alimentant la centrale nucléaire de Civaux, à environ 180 km de sa source, un bon mot local dit "Il faut Millevaches pour nourrir Civaux".
Le territoire est ponctué de plusieurs étangs artificiels et lacs de barrage. Le plus important, et le plus grand de la région Limousin, est celui de Vassivière, à cheval sur les départements de la Creuse et de la Haute-Vienne, sur la Maulde.
Les autres lacs principaux sont le lac de Lavaud-Gelade, sur le Thaurion, près de Saint-Marc-à-Loubaud en Creuse, qui permet d'alimenter le lac de Vassivière, le lac du Chammet, entre la Creuse et la Corrèze, le lac des Bariousses à Treignac et le barrage de Monceaux, tous deux sur la Vézère.

### Climat

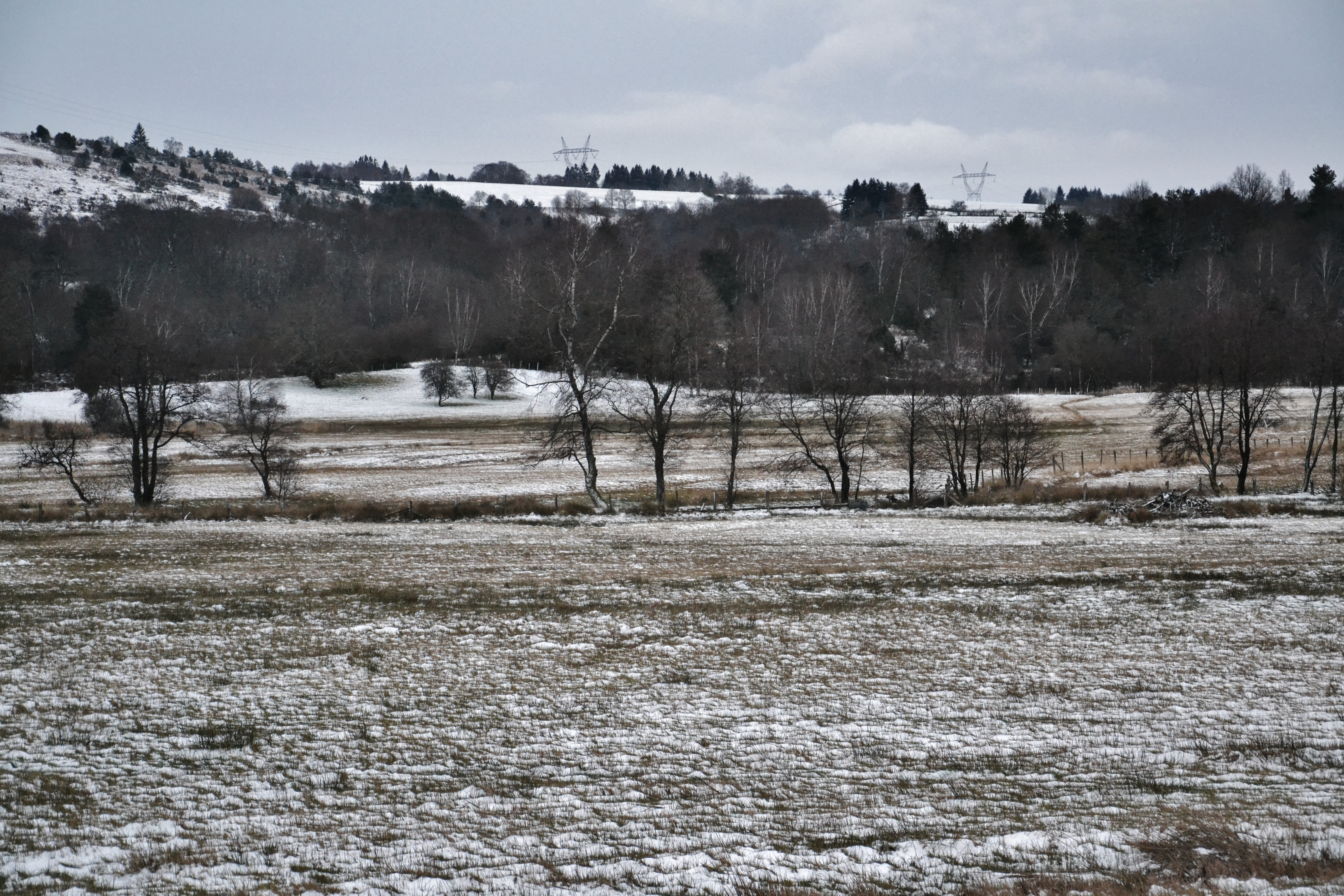
Paysage enneigé près de La Nouaille. Le plateau de Millevaches est un bon exemple de basse montagne d'ambiance climatique océanique.

Le climat du plateau de Millevaches est froid et humide en hiver avec des chutes de neige souvent importantes et parfois tardives dans la saison. En été, il fait chaud mais des orages peuvent rapidement se former. L'automne est coloré et bien souvent affecté par l'été indien qui apporte une petite trêve de temps ensoleillé et très doux.
Il est important de noter qu'il pleut davantage sur la partie ouest du plateau de Millevaches (Vassivière) avec près de 1 400 mm par an contre 1 000 à 1 100 mm à l'est du plateau (Crocq).
| Mois                              | jan.  | fév.  | mars  | avril | mai  | juin  | jui. | août | sep.  | oct.  | nov.  | déc.  |
| --------------------------------- | ----- | ----- | ----- | ----- | ---- | ----- | ---- | ---- | ----- | ----- | ----- | ----- |
| Température minimale moyenne (°C) | −2,7  | −2,5  | −0,8  | 1,2   | 4,8  | 7,5   | 9,6  | 9,5  | 7,3   | 4,5   | 0,4   | −1,6  |
| Température maximale moyenne (°C) | 4,9   | 6,1   | 8,9   | 11,7  | 15,9 | 19    | 21,8 | 21,4 | 18,7  | 14,5  | 8,8   | 5,8   |
| Précipitations (mm)               | 132,6 | 121,2 | 104,4 | 104,7 | 117  | 103,7 | 72,5 | 99,2 | 114,3 | 119,5 | 132,5 | 152,8 |

### Paysages

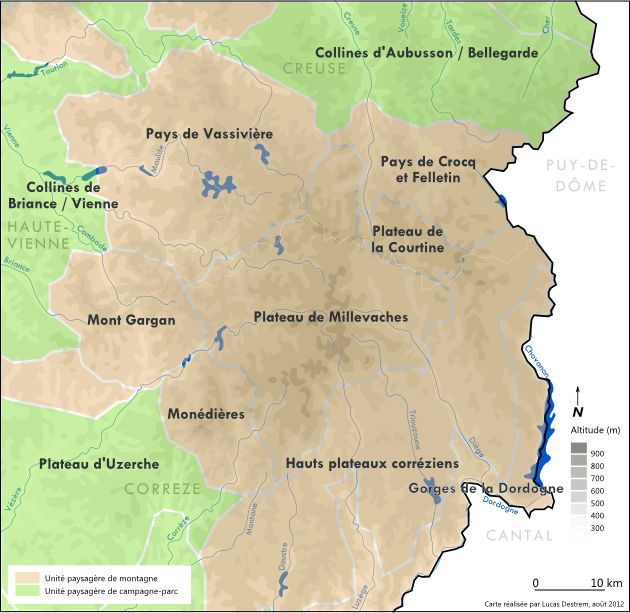
Carte des unités paysagères du plateau de Millevaches et des espaces voisins.

L'exode rural, le déclin concurrentiel de la laine ovine limousine et par extension la modification des pratiques et activités agricoles et la pression urbaine et touristique ont contribué à amplifier une inversion paysagère dès la fin du XIXe siècle et au cours du XXe siècle. Si auparavant, les hauteurs du plateau présentaient de grands horizons défrichés, de très grandes surfaces ouvertes et herbeuses, l'abandon de ces espaces par l'élevage s'est fait au profit de l'exploitation forestière et de la friche, conduisant à une fermeture des perspectives paysagères, synonyme de perte d'activité et de fermeture sociale pour les autochtones, alors que dans le même temps, les espaces moins élevés voisins du plateau ont perdu en partie leur maillage bocager, s'ouvrant pour donner le paysage dit de campagne-parc.
Le profil du plateau (succession confuse de vallons, interfluves plus ou moins plans et collines autour du modelé alvéolaire, laissait déjà dire à P. Jousset en 1918 que l'horizon évoque « un remous de vagues pétrifiées au-dessus desquelles surgissent le mont Audouze, le mont Bessou, les Monédières ». En effet, tous les reliefs, qu'ils soient plateaux ou massifs, semblent converger vers ce toit du Limousin. Visuellement, les paysages contemporains du plateau de Millevaches peuvent se résumer à une succession de « volumes imposants, lourds et compacts », où la surface forestière est le couvert ultra-dominant, encore davantage près des vallées, en dépit d'horizons ponctuellement ouverts. L'horizon du plateau est nettement marqué par des « reliefs » créés par ces masses boisées.
L'Atlas des paysages du Limousin publié en 2005 par la DREAL et l'Université de Limoges propose un découpage régional en unités paysagères. Le plateau de Millevaches tel qu'il est traité dans cet article est presque intégralement divisé entre deux de ces unités, l'unité Plateau de Millevaches, qui comprend la partie corrézienne du plateau de Millevaches et l'est du plateau de Gentioux, et l'unité Pays de Vassivière, qui comprend l'ouest du plateau de Gentioux et les collines de la Maulde et du Taurion, douce terminaison septentrionale de la zone du « grand » plateau de Millevaches. La charte paysagère du Parc naturel régional propose quant à elle 16 ensembles paysagers sur le périmètre du Parc.
De manière générale, le paysage du pays de Vassivière, secteur moins élevé (500 à 800 mètres) est plus fermé que celui du plateau corrézien de Millevaches : les forêts de résineux et les friches (genêt, bouleau, etc.) y sont très présents.

Paysages
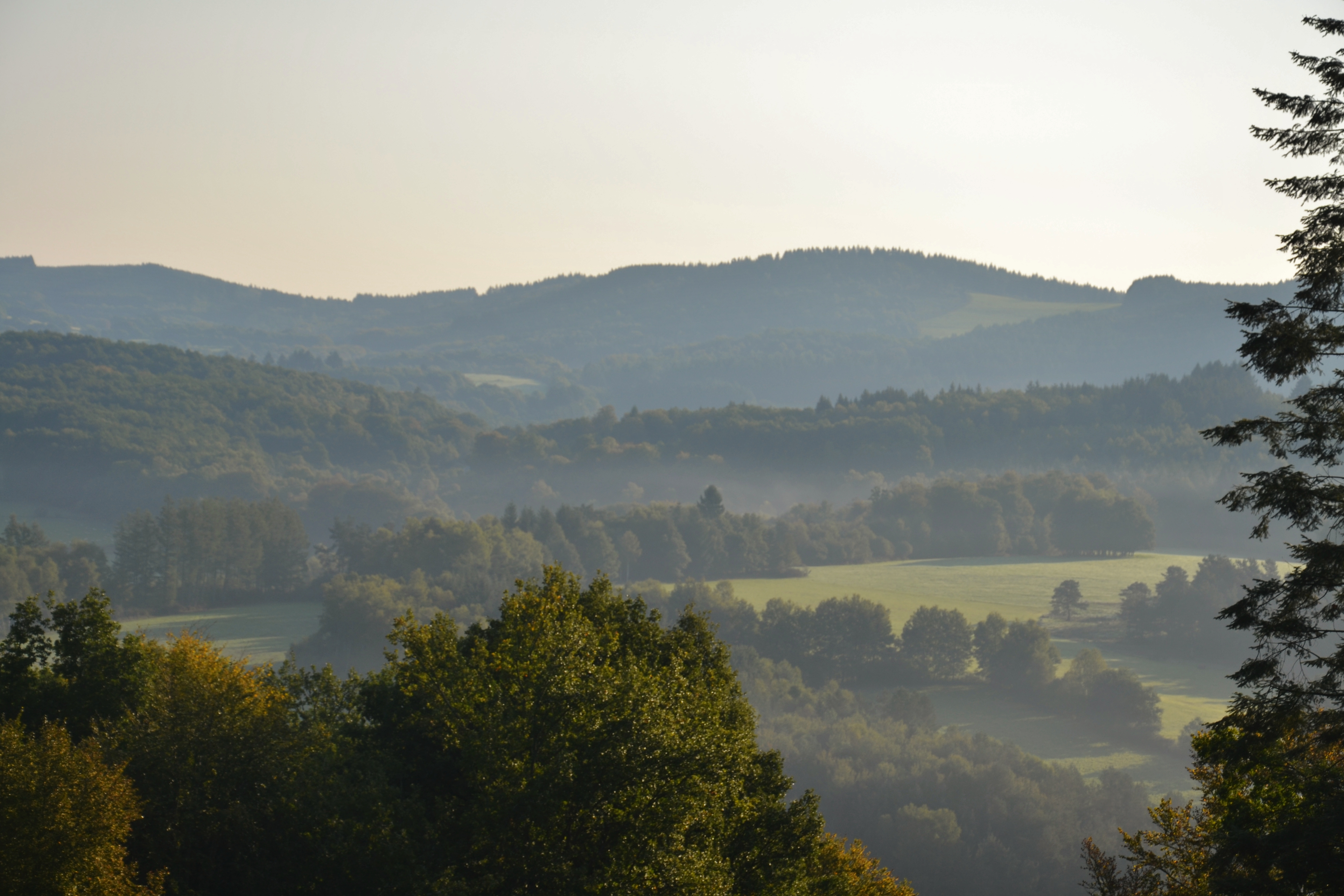
La prédominance du couvert forestier sur les lignes d'horizon du plateau de Millevaches.
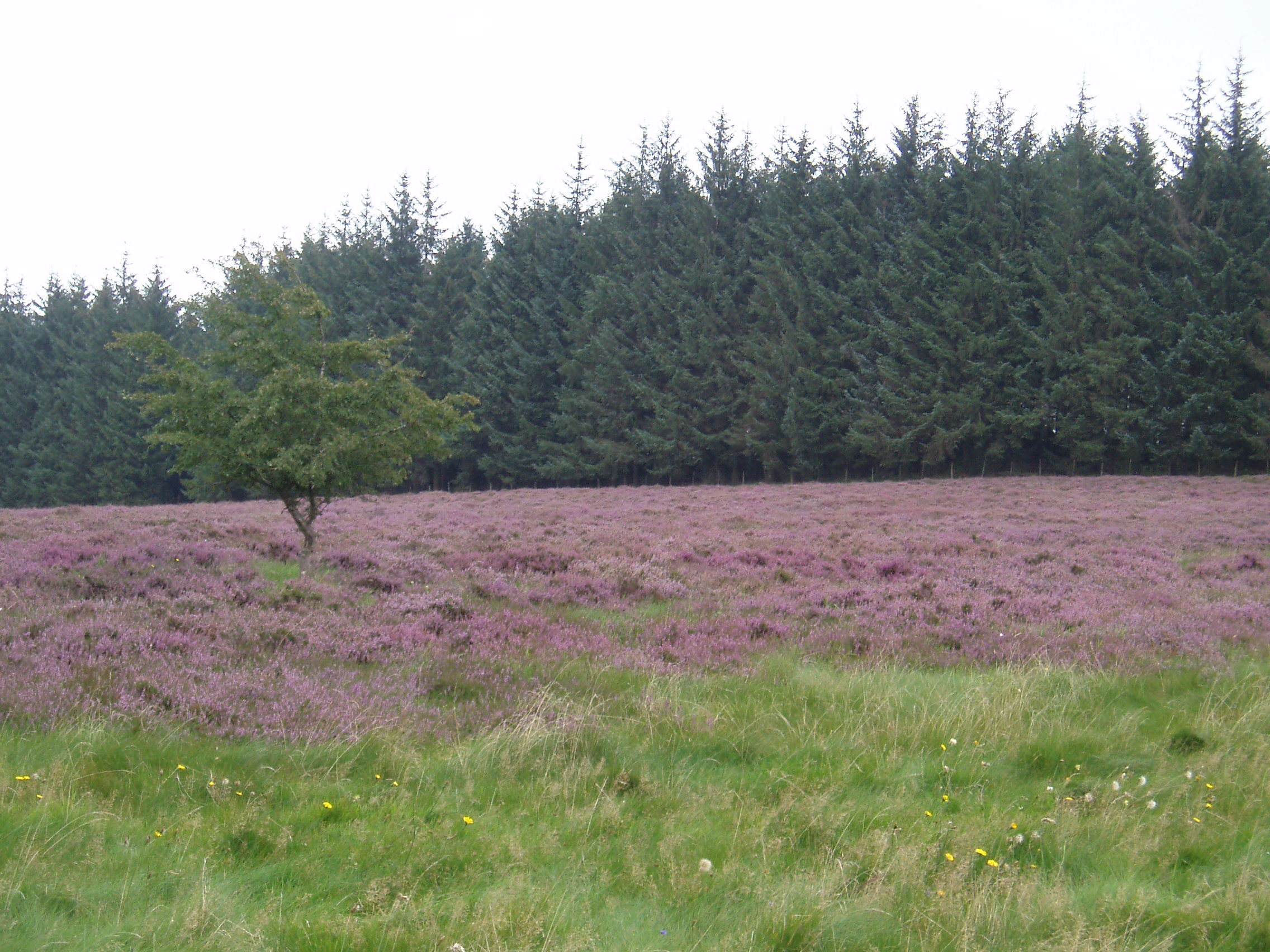
Lande à bruyère sur le plateau de Gentioux, avec pression forestière marquée et fermeture du paysage.
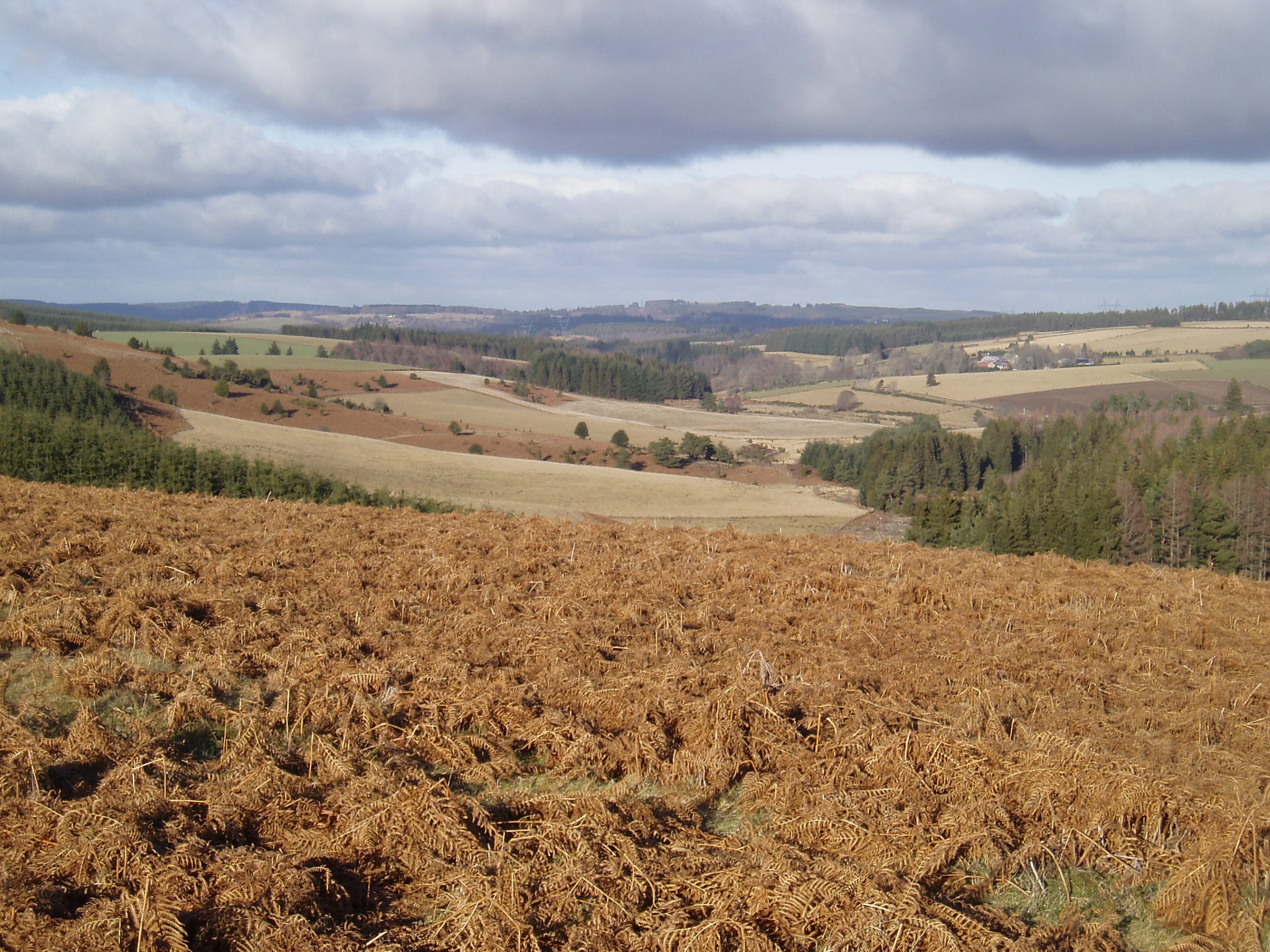
Horizon relativement ouvert sur le plateau de Gentioux : landes, prairies et forêt de résineux.
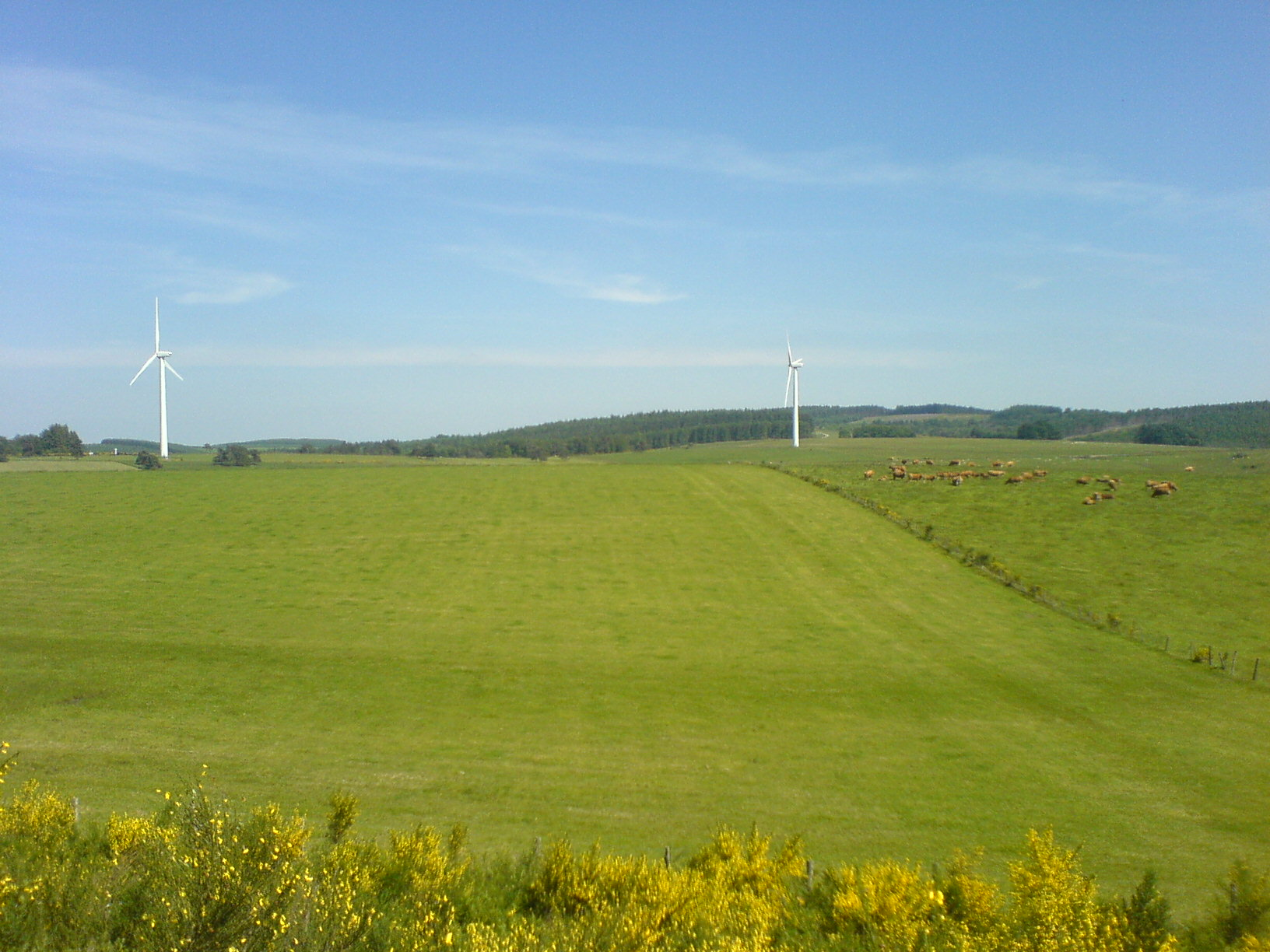
Grands espaces herbeux près de Peyrelevade.
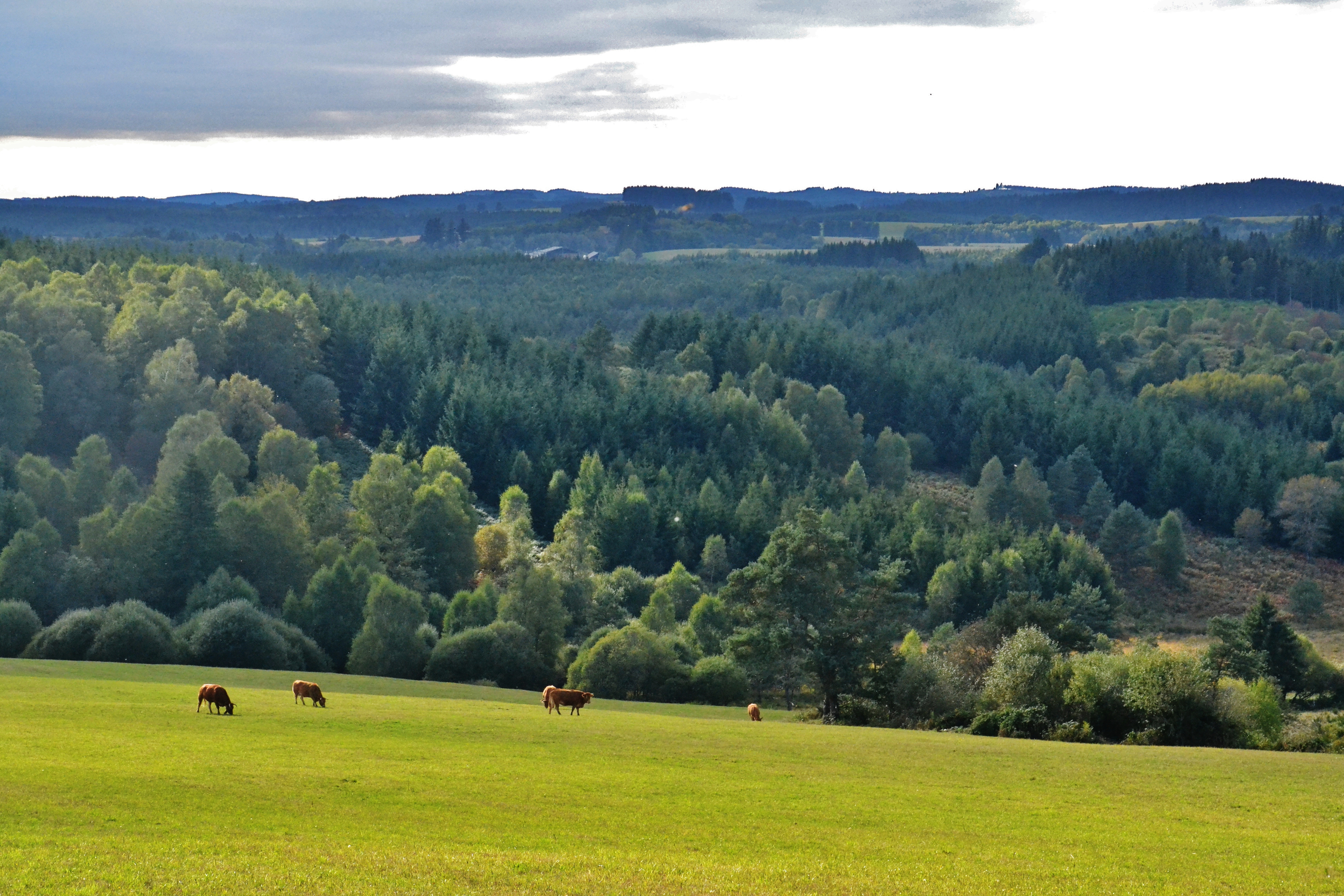
Le couvert forestier près de Saint-Setiers.

### Démographie

#### Typologie communale
D'après la typologie communale élaborée et employée par l'INSEE, 74 % des communes du plateau sont qualifiés de « communes isolées hors d'influence des pôles » (20 % à l'échelle nationale), à savoir des communes rurales ne subissant pas de manière significative l'influence économique et démographique des pôles urbains (Limoges, Tulle, Égletons, Ussel, Aubusson, etc.).
Le profil-type des communes du plateau de Millevaches répond donc aux qualificatifs suivants : villages ruraux et isolés.

#### Chiffres
Le plateau de Millevaches est un territoire très peu peuplé. La densité de la population ne dépasse pas 18 habitants au km² (recensement 2009). Dans certaines communes, ce taux ne dépasse pas 3 (2,4 hab/km² à Grandsaigne, 2,6 hab/km² à Bonnefond et L'Église-aux-Bois, 2,9 hab/km² à Saint-Merd-les-Oussines), proches du record régional de Beissat (2,3 hab/km²).
Les chiffres du recensement 2013 de l'INSEE donnent une population totale d'environ 40 000 habitants pour les 74 communes présentées dans la liste ci-dessus.
| 1968   | 1975   | 1982   | 1990   | 1999   | 2009   | 2013   |
| ------ | ------ | ------ | ------ | ------ | ------ | ------ |
| 48 615 | 48 623 | 47 842 | 45 802 | 42 542 | 41 725 | 40 580 |

Les 10 communes les plus peuplées du plateau (chiffres 2014) :
| - 1 - Ussel (9 772 hab.) - 2 - Égletons (4 304 hab.) - 3 - Bourganeuf (2 725 hab.) - 4 - Meymac (2 428 hab.) - 5 - Eymoutiers (2 060 hab.) |  |  | - 6 - Chamberet (1 356 hab.) - 7 - Rosiers-d'Égletons (1 060 hab.) - 8 - Peyrat-le-Château (924 hab.) - 9 - Bugeat (842 hab.) - 10 - Le Lonzac (831 hab.) |

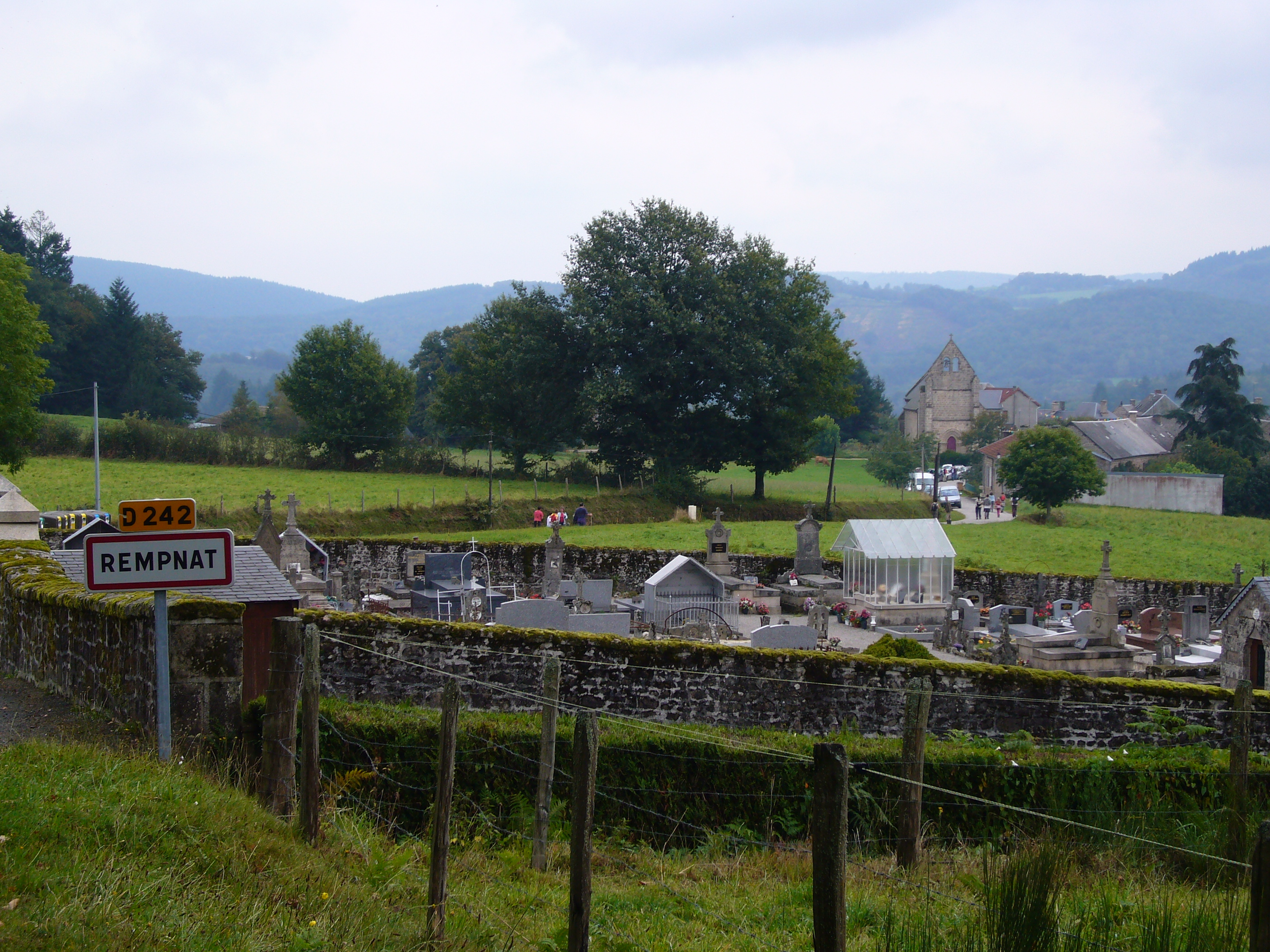
En dépit d'un solde migratoire positif, le taux de mortalité très élevé, le faible taux de natalité et le vieillissement continuel de la population contribuent à faire du plateau de Millevaches un secteur à la démographie en recul.

Le taux de variation de la population est continuellement négatif depuis les années 1960, même si cette baisse tend à s'amoindrir depuis les années 1990 : ce taux annuel sur la période 1999-2009 est de - 0,19 %, contre - 0,54 % sur la période 1982-1990 et - 0,00 % sur la période 1968-1975. Le solde migratoire est longtemps resté négatif, l'émigration se justifiant par la pauvreté du plateau, mais on observe depuis les années 1990 un renversement de phénomène. L'amortissement de la baisse du taux de variation global est donc dû à un regain d'attractivité de la population : à l'image du Limousin, qui connaît depuis les années 1990 un regain démographique dû au solde migratoire, le plateau a vu s'inverser la tendance propre à l'exode. De 0,43 % sur la période 1968-1975, ce taux est tombé à - 0,19 entre 1990 et 1999, avant de remonter à + 0,40 % entre 1999 et 2009 (+ 0,24 % en France).
En revanche, le vieillissement de la population est manifeste, avec un taux de natalité de 7,8 ‰ en 2010, contre 9,8 ‰ à l'échelle régionale (en 2009) et 12,8 ‰ à l'échelle nationale. Le taux de mortalité, 15,2 %, est supérieur de plus de 6 points à la moyenne nationale et de 3 points à la moyenne du Limousin. Enfin, seules 4 des 74 communes du plateau connaissent entre 1999 et 2009 un solde naturel positif, une situation à peu près similaire aux années 1960 et 1970.
La part des plus de 75 ans est en 2006 de 14,0 % (8,2 % en France), contre 7,9 % en 1968. En revanche, les 15-29 ans représentent 15,5 % de la population du plateau en 2006 (19,1 % en France), quand ils étaient 16,3 % en 1968 (21,5 % à l'échelle nationale).

## Patrimoine naturel
L’International dark-sky association (IDA) – basée aux États-Unis – a accordé en 2021 au parc naturel régional de Millevaches le label de Réserve internationale de ciel étoilé (RICE), consacrant ainsi le ciel du plateau de Millevaches parmi les 19 plus beaux au monde.

### Flore

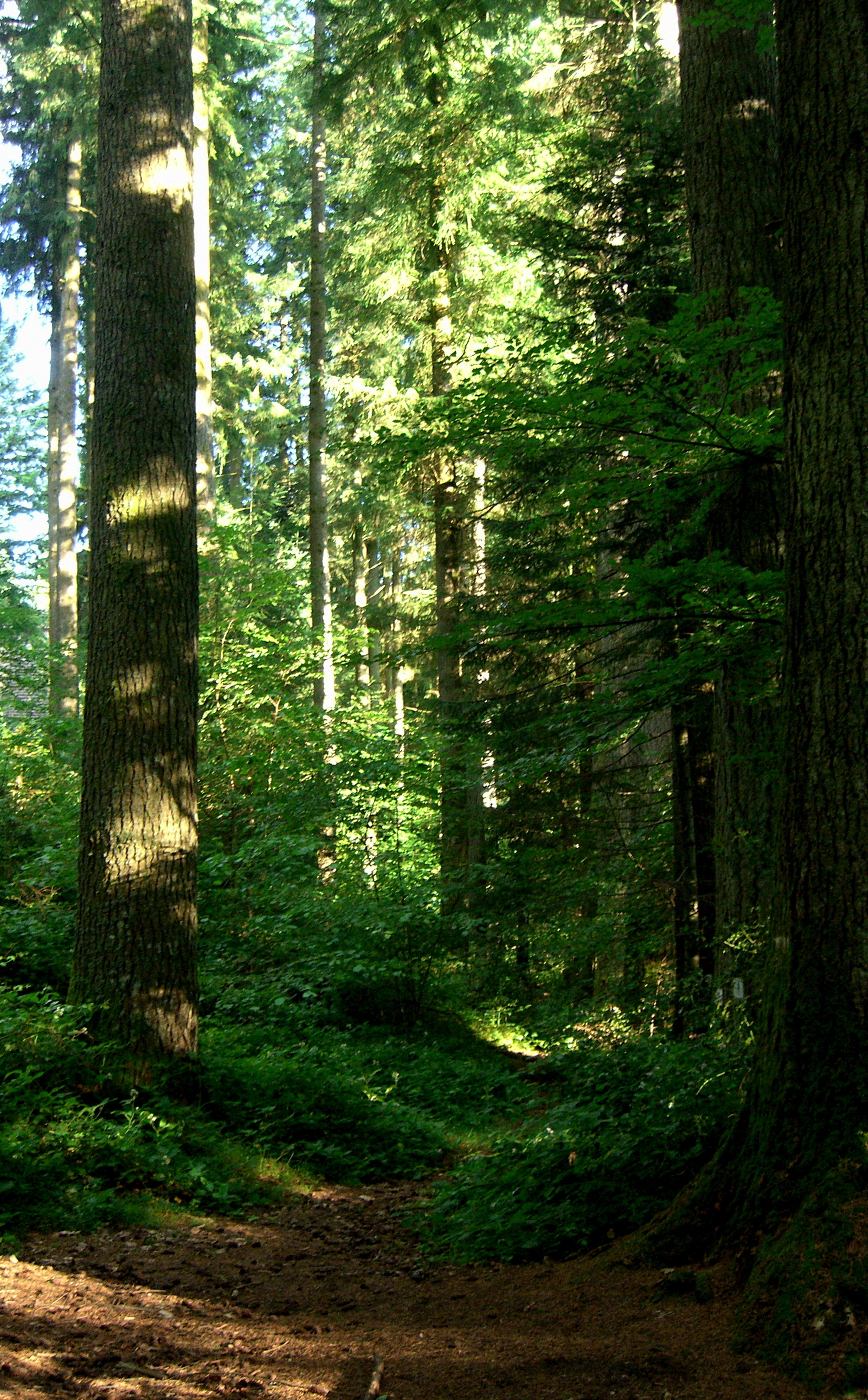
La douglaseraie des Farges.

En ce qui concerne la végétation potentielle, le hêtre est dominant, devant les séries du chêne pédonculé, et dans une moindre mesure, du chêne sessile. Emblème régional, le châtaignier est quasiment absent du territoire du plateau, rare au-dessus de 500 mètres d'altitude.
Depuis le milieu du XXe siècle, avec l'abandon des terres cultivées et des landes, et parfois sur des espaces boisés de feuillus, on a assisté sur le plateau à un reboisement massif et artificiel en résineux. Si le pin sylvestre était initialement présent en Limousin, les espèces américaines telles le sapin de Vancouver, le douglas ou l'épicea de Sitka sont désormais récurrents dans le paysage.
Le plateau de Millevaches est une zone où les landes (notamment landes à bruyère) subsistent encore par endroits, même si les reboisements et les friches les ont largement grignotées.

### Faune

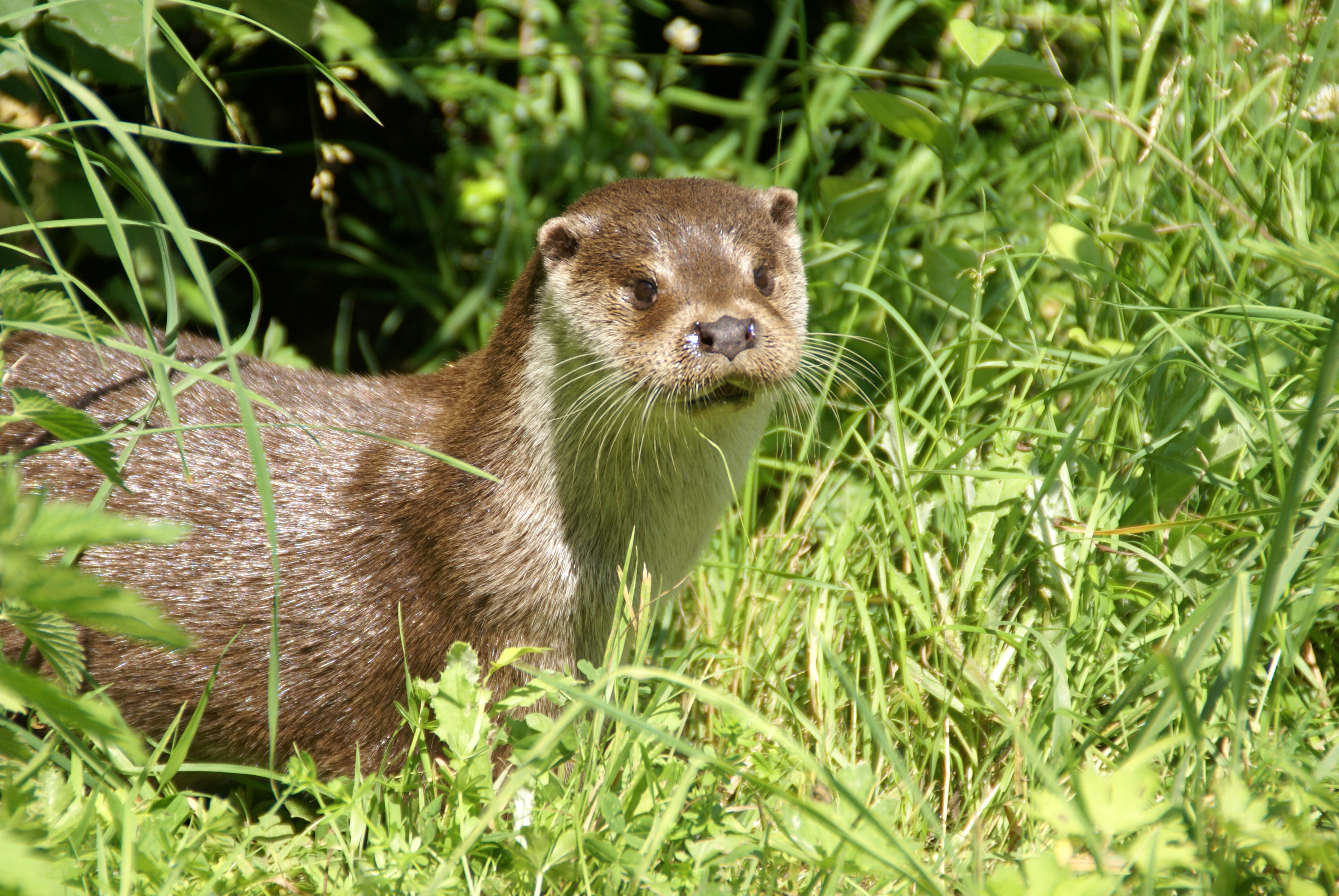
Discrète mais en nombre croissant, la loutre d'Europe est un animal emblématique du plateau.

Les zones humides accueillent une faune riche, spécifique et fragile. Parmi les reptiles, le Lézard vivipare ou le Lézard des murailles. Les zones de protection spéciale découlant de la directive Oiseaux et constituant une part du Réseau Natura 2000, abritent de nombreuses espèces de chauve-souris (Grand murin, et d'oiseaux (dont plusieurs rapaces) : Cincle plongeur, Bondrée apivore, Pie-grièche grise, Milan noir, Épervier d'Europe, Busard Saint-Martin, Engoulevent d'Europe, Pipit farlouse, Mésange boréale ou encore le Circaète Jean-le-Blanc, commun dans toute l'Europe. Plusieurs insectes sont surveillés pour leur rareté et leur fragilité, comme le Damier de la succise ou plusieurs libellules comme le Sympétrum noir ou la Libellule émeraude. Parmi les mammifères, le Campagnol amphibie ou le Lièvre commun.
Difficile à observer mais voyant ses effectifs remonter après avoir presque disparu, la Loutre d'Europe est un symbole du plateau de Millevaches, représentée sur le logo officiel du parc naturel régional.

### Protection du milieu naturel

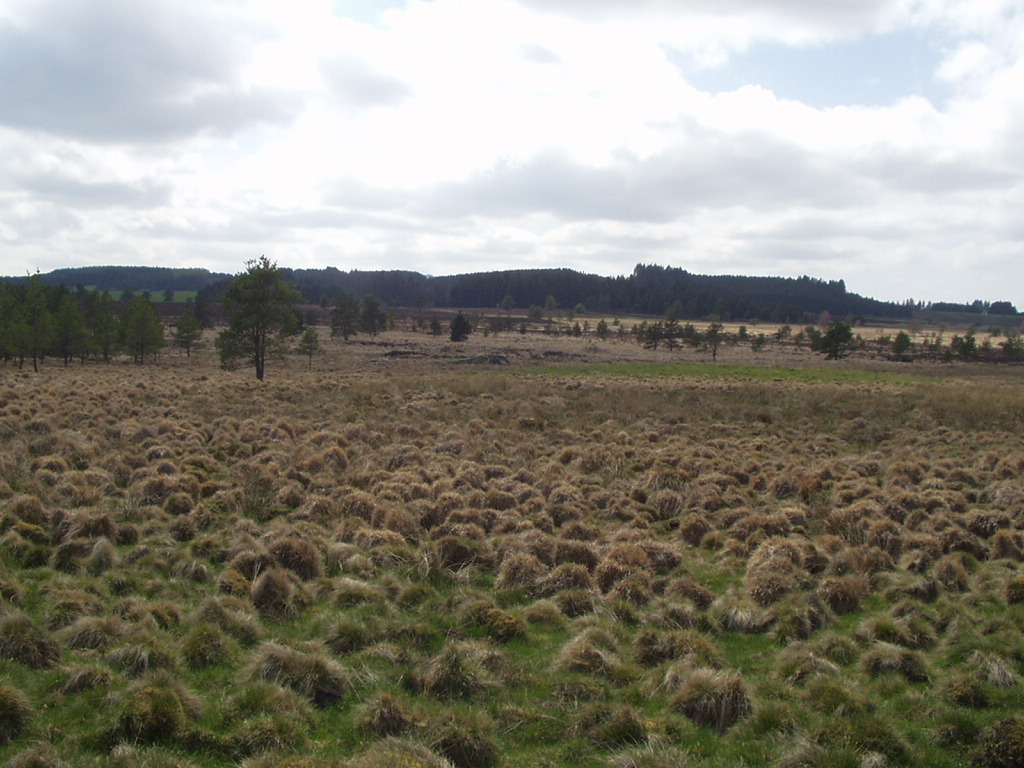
La tourbière du Longéroux est un site naturel emblématique de la région, du Parc naturel régional et du plateau, géré par le conservatoire régional des espaces naturels du Limousin, abrité par la ZPS du plateau de Millevaches.
Il s'agit d'un des 28 sites d'intérêt écologique majeur du PNR.

Plusieurs législations viennent réglementer la gestion des espaces naturels jugés remarquables et dignes d'une protection spécifique. Différents statuts existent ; sur le territoire du plateau de Millevaches, on retrouve :
- des sites classés du réseau Natura 2000 d'intérêt communautaire, dont les objectifs sont la protection du patrimoine naturel et de la biodiversité. Ceux qui sont situés sur le territoire du parc naturel sont directement cogérés par celui-ci ;
- des zones naturelles d'intérêt écologique, faunistique et floristique gérées par les directions régionales de l’environnement, de l’aménagement et du logement en association avec divers organismes tels l'office national des forêts, l'office français de la biodiversité ou le conservatoire du littoral, acteurs de la préservation de l'environnement au sein du PNR ;
- des « sites du littoral », en l'occurrence lacustres, acquis et coordonnés par le conservatoire du littoral qui délègue leur gestion à des organismes divers ;
- des réserves naturelles nationales et réserves naturelles régionales classées par l'État via le ministère de l'Environnement pour les premières, par la Région pour les autres, mais gérées par divers organismes selon les cas sous la coordination de l'ONG réserves naturelles de France.

À noter que le conservatoire d'espaces naturels du Limousin (CEN Limousin), par ailleurs gestionnaire de la réserve nationale de la tourbière des Dauges, dans les monts d'Ambazac, s'occupe aussi de la protection de milieux qui comme la tourbière du Longéroux, la plus grande du Limousin, sont déjà abrités par le réseau Natura 2000. Globalement, le CRENL s'occupe de plusieurs sites de taille variable sur le territoire du PNR.

#### Le parc naturel régional
Un parc naturel régional de France est un groupement de communes, classé comme aire protégée, dont le domaine de compétence est la protection du patrimoine naturel et culturel. Dès la création de ce statut, l'accent a été mis sur le développement durable et la sensibilisation à la nature, plutôt que sur une forme de protection stricte de la nature. En effet, les PNR ne disposent pas de pouvoir coercitif, mais se fondent sur une charte approuvée par tous les partenaires.
Le parc naturel régional de Millevaches en Limousin a été créé par un décret du 18 mai 2004, il s'étendait sur 113 communes, et couvrait une superficie de 300 000 hectares pour 38 000 habitants. Depuis 2018, une nouvelle charte a permis son agrandissement à 124 communes, le parc était, alors, peuplé de 38 950 habitants.

#### Réseau Natura 2000

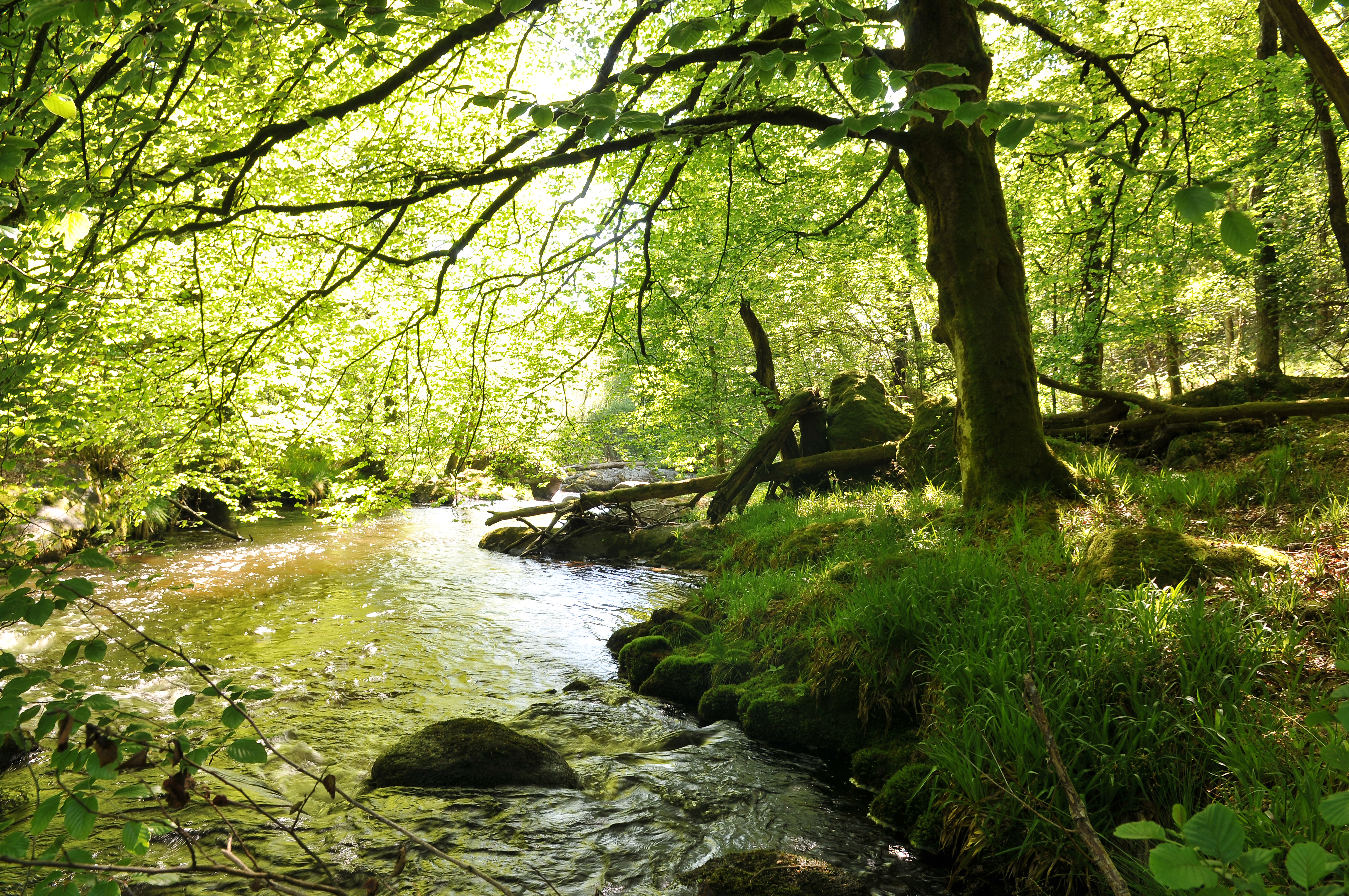
La haute vallée de la Vienne fait l'objet d'une protection en Zone spéciale de conservation, entre la source et en aval la commune de Saint-Léonard-de-Noblat.

Les sites sont Sites d'intérêt communautaire (SIC), l'appellation initiale de proposition, ou Zone spéciale de conservation (ZSC), la labellisation ZSC étant l'aboutissement de la procédure de classement. Les ZSC sont complémentaires des Zones de protection spéciale, dont la visée est la protection d'espèces d'oiseaux, et ZSC et ZPS sont les maillons terminaux du réseau Natura 2000.
Le territoire du plateau est presque intégralement compris dans le périmètre d'une des trois ZPS du Limousin, la ZPS Plateau de Millevaches, qui s'étend à 50 % en Creuse, 47 % en Corrèze et 3 % en Haute-Vienne, entre 650 et 977 mètres d'altitude. Cette ZPS abrite en son sein plusieurs SIC ou propositions de SIC, :
- Forêt de la Cubesse, qui s'étend sur 150 ha sur la commune corrézienne d'Ambrugeat[42].
- Gorges de la Vézère autour de Treignac, qui s'étend sur 350 ha entre Viam et Affieux[43].
- Haute vallée de la Vienne, qui s'étend sur 1 318 ha sur 15 communes (5 en Corrèze, 1 en Creuse, 9 en Haute-Vienne)[44].
- Landes et zones humides autour du lac de Vassivière, qui s'étend sur 798 ha entre Beaumont-du-Lac, Peyrat-le-Château, Royère-de-Vassivière, Gentioux-Pigerolles et Faux-la-Montagne[45].
- Landes et zones humides de la haute Vézère, qui s'étend sur 7 707 ha en haute Corrèze[46].
- Tourbière de l'étang du Bourdeau, qui s'étend sur 39 ha sur la commune creusoise de Saint-Pardoux-Morterolles[47].
- Tourbière de Négarioux-Malsagne, qui s'étend sur 201 ha sur la commune corrézienne de Peyrelevade[48].
- Tourbières et fonds tourbeux de Bonnefond et Péret Bel Air, qui s'étend sur 506 ha sur les communes corréziennes d'Ambrugeat, Bonnefond, Davignac, Péret-Bel-Air et Pérols-sur-Vézère[49].
- Vallée de la Gioune, qui s'étend sur 975 ha entre Gentioux-Pigerolles, Féniers et Gioux[50].
- Vallée du Taurion et affluents, qui s'étend sur 5 000 ha dont environ 2 000 ha sur le plateau de Millevaches[51].

#### ZNIEFF
Le plateau abrite environ 85 zones naturelles d'intérêt écologique, faunistique et floristique, pour certaines à cheval sur deux ou trois départements. Elles sont une cinquantaine en Corrèze, une trentaine en Creuse, 5 en Haute-Vienne.

#### Sites du littoral

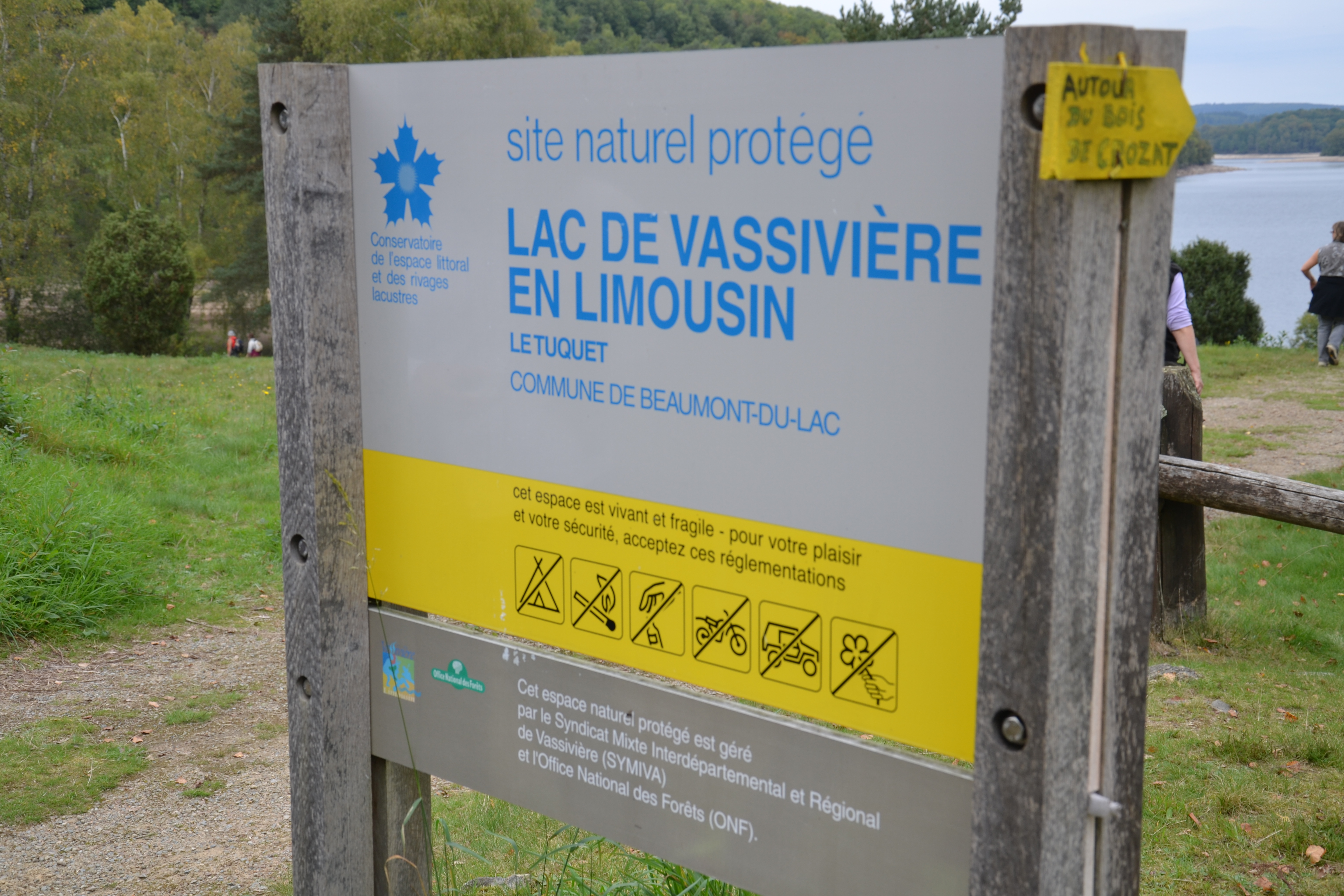
Rivage du lac de Vassivière, sur la commune de Beaumont-du-Lac, protégé par le conservatoire du littoral.

Le conservatoire a la charge de plusieurs rivages lacustres français, en plus de nombreux rivages maritimes. Propriétaire d'espaces bien définis, il possède un périmètre d'intervention plus large qui lui permet de gérer au mieux des milieux humides dans leur globalité. En Limousin, il a délégué au syndicat mixte de Vassivière la gestion de deux sites, en bordure du lac de Vassivière :
- le site de Soumeix (140 hectares), sur la commune de Royère-de-Vassivière (Creuse)
- le site de Sous les chemins (114 hectares), sur la commune de Beaumont-du-Lac (Haute-Vienne)

#### Réserves naturelles
Il n'existe aucune réserve naturelle nationale au sein du parc naturel de Millevaches en Limousin. En revanche, on y trouve deux réserves régionales :
- la réserve naturelle régionale de l'étang Coudert, sur la commune de Saint-Rémy (Corrèze), qui sur 18 hectares encadre un habitat de la loutre[55].
- la réserve naturelle régionale du domaine de Gioux, sur les communes corrèziennes de Saint-Rémy et Sornac, s'étendant sur 66 hectares regroupant des milieux représentatifs de la région[56].

Le parc naturel régional de Millevaches en Limousin a également dans le cadre de ses compétences, défini 28 sites d'intérêt écologique majeur (SIEM), censés « [représenter] un "échantillon" du patrimoine naturel remarquable du territoire du Parc ». Parmi eux, des tourbières, des landes, des étangs et des forêts.

## Histoire
L’histoire du plateau de Millevaches ne peut pas être événementielle. Elle est plutôt celle de l’occupation humaine de ce milieu exigeant de par la rudesse du climat et, jusqu'au XIXe siècle, de par la rareté, voire l'absence, des voies de communication. L’agriculture et surtout l’élevage y sont restés jusqu’à aujourd’hui les activités dominantes.

### Origines et période antique

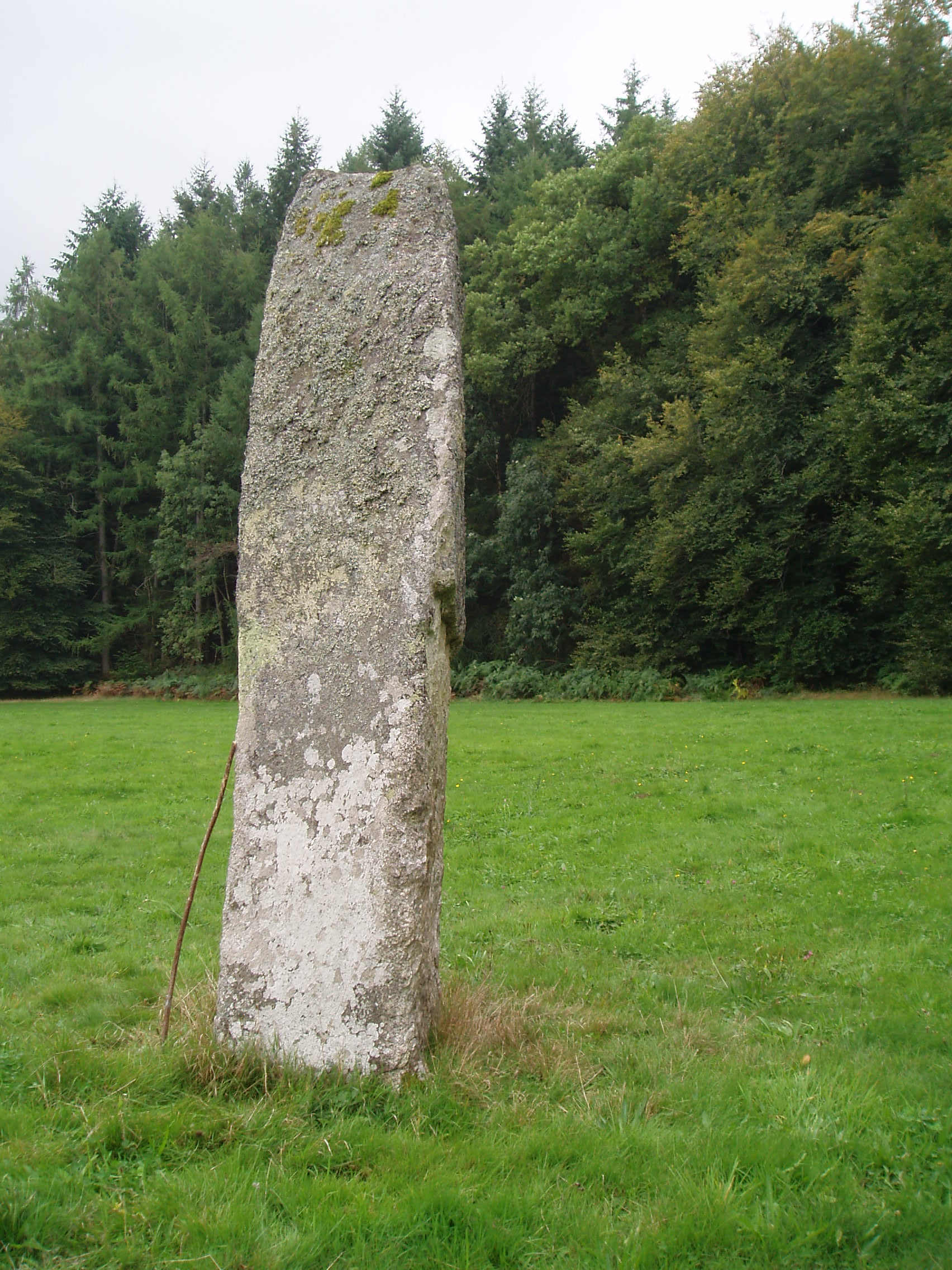
Le menhir de Pierre Fitte à Saint-Quentin-la-Chabanne (Creuse).

Les premières traces d’une présence humaine, qui remontent au paléolithique moyen, ne sont donc pas pleinement significatives. Elles témoignent de campements provisoires de chasseurs cueilleurs et non d'une installation durable.
D'après les analyses polliniques effectuées dans les tourbières, entre 4000 et 2000 av. J.-C., les agriculteurs et éleveurs néolithiques s'installent mais sans défrichements significatifs. Quelques monuments mégalithiques se rattachent à cette époque.
Aucun progrès significatif de l'occupation humaine n’est perceptible à l'âge du bronze (début du IIe millénaire - VIIIe siècle av. J.-C.).
En Gaule, le second âge du fer (à partir du IIIe siècle av. J.-C.) marque un progrès sensible de l’artisanat des instruments agricoles. On considère que c’est à cette époque que se met en place l’essentiel de l’outillage que l’on retrouvera dans nos campagnes jusqu’au XIXe siècle, voire pour l’agriculture traditionnelle du Plateau, jusqu’au milieu du XXe siècle. C’est notamment l’apparition de la faux qui, en permettant d’augmenter considérablement les réserves de fourrage, favorise le développement de l’élevage. Le nouvel outillage y autorise, malgré la rigueur du climat, une installation permanente d’agriculteurs-éleveurs et dès lors les traces d’occupation deviennent réellement significatives. L’importance de ce défrichement est vérifiée par les analyses polliniques qui laissent entrevoir pour les époques gauloises et gallo-romaines un paysage ouvert où domine la lande à bruyères.
De multiples témoignages de l'âge du fer parsèment donc le plateau, comme le tumulus de Plane (commune de La Nouaille) ou les plus anciens des tumulus de Tarnac. À cette époque, le plateau fait partie du territoire de la cité des Lémovices, peuple de civilisation celtique ayant laissé son nom tant à Limoges qu'au Limousin. Il en constitue la partie la plus élevée. De nombreux autres tumulus parsèment le plateau, notamment à Sornac, Saint-Setiers, Millevaches, Chavanac, Pérols-sur-Vézère, Bugeat, etc. Faute de datation, il apparaît toutefois difficile de les rapporter à l'âge du fer plutôt qu'à la période gallo-romaine, comme le montre l'échelonnement chronologique des tumulus de Tarnac dont les plus récents sont du IIe ou du IIIe siècle.

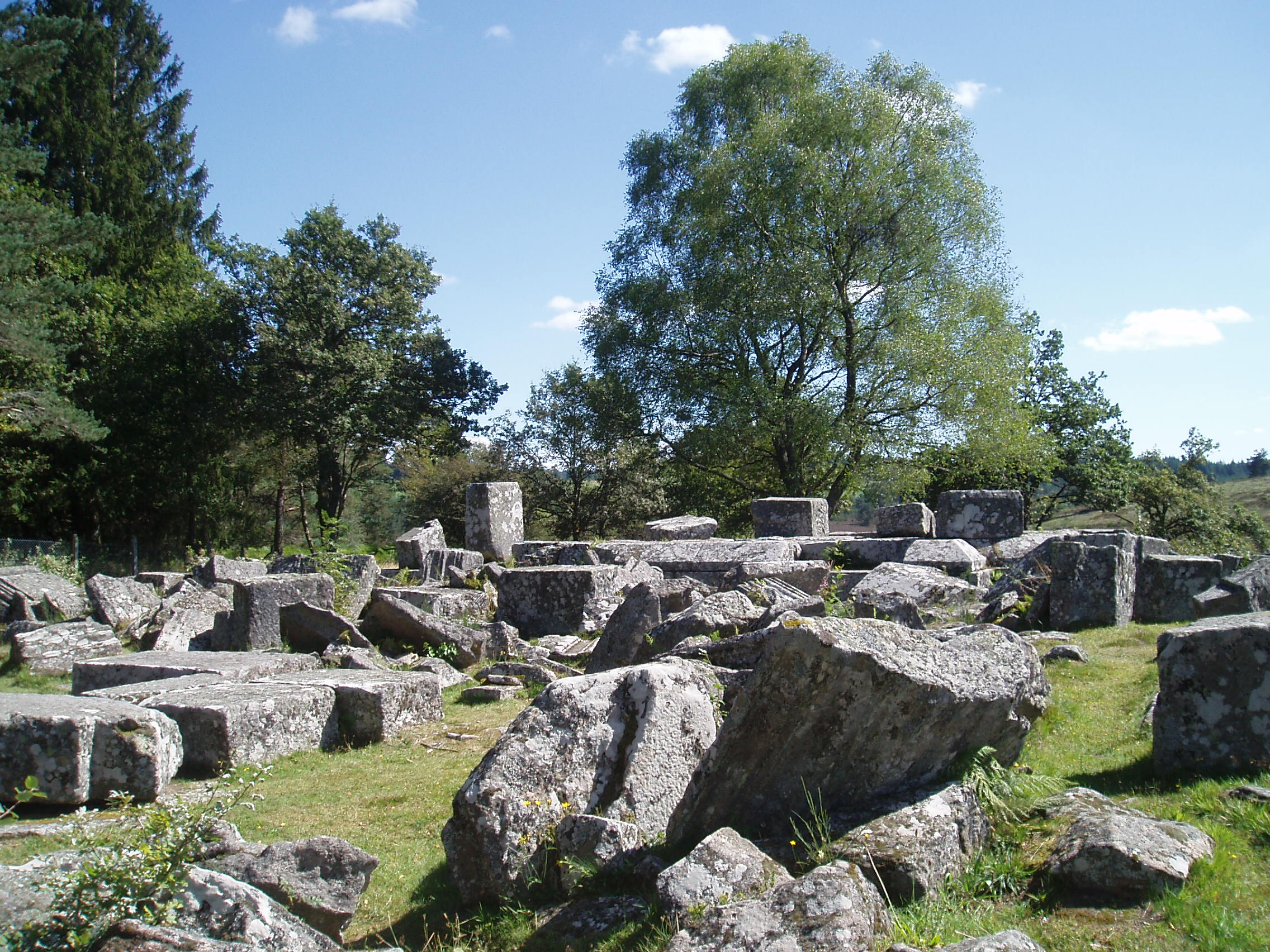
Les ruines gallo-romaines des Cars.

De l'époque gallo-romaine, on garde les vestiges de la résidence aristocratique des Cars et de ses deux mausolées à Saint-Merd-les-Oussines ou, plus modestement, de la villa romaine (en fait une simple exploitation ovicole) de La Valette, commune de Gioux. Significativement, les deux lieux sont désertés dans la deuxième moitié du IIIe siècle. Cet abandon semble toucher l'ensemble du plateau et est à relier à l'insécurité due aux premiers raids germaniques dans l'Empire romain et aux désordres internes de ce dernier.
Également, pour cette période, on voit cohabiter deux pratiques funéraires bien distinctes : d'une part, se perpétue l'inhumation sous tumulus, d'autre part, on dispose de multiples témoignages d'incinération. Cette cohabitation reste à interpréter.

### Christianisation
Durant l'Antiquité tardive et le Haut Moyen Âge, le plateau n'en devient pas pour autant un désert, comme en témoignent les survivances toponymiques celtiques ou gallo-romaines qui n'ont pu se maintenir que pour autant qu'il ait été, sinon habité, au moins régulièrement fréquenté. Ainsi, Gioux dont le nom est dérivé de Jovem (accustif de Jupiter), Tarnac dérivé de la racine celtique taro (qui traverse), Drouillat, dérivé d'un des noms gaulois du chêne, dervos. Par ailleurs, dès le IXe siècle, le nom de Tarnac, apparait dans les sources écrites en tant que vicaria (subdivision administrative d'un comté carolingien) et celui de Sornac (toponyme d'origine gallo-romaine) est attesté au début du Xe siècle. Un réseau de très grandes paroisses de plusieurs milliers d'hectares chacune semble d'ores et déjà établi vers la fin du Xe siècle.

### Moyen Âge
Vers l'an 1000, la montagne limousine, donc le plateau, est partagée entre deux vicomtés, au nord celle d'Aubusson, au sud celle de Comborn. La limite en semble assez voisine de la ligne de partage des eaux entre les affluents de la Loire et ceux de la Dordogne. Au cours du XIe siècle, la vicomté de Comborn se subdivise et en est issu, sur son ancienne partie est, la vicomté de Ventadour.
La réoccupation plus massive du plateau s'effectue, pour une bonne part, à l'instigation des ordres religieux, les Bénédictins, depuis la Chaise-Dieu, mais aussi, plus tardivement, les ordres militaires, Hospitaliers de Saint-Jean-de-Jérusalem et Templiers. On doit notamment à ces derniers la création de treize paroisses : Sainte-Anne, Bellechassagne, Chavanac, Comps, Courteix, La Vinadière, Boucheresse, Charrières, Féniers, Malleret, Le Mas-d'Artige, Monteil-Guillaume et Gentioux, cette dernière leur étant néanmoins antérieure, selon certains. L'architecture religieuse de cette époque nous est restée sous la forme des églises à clocher-mur, typiques de la montagne limousine.
En revanche, les vestiges ou les attestations d’architecture militaire sont rarissimes. Ils se situent plutôt à sa périphérie (ancien château à Felletin, aujourd’hui disparu, murs d’enceinte à Eymoutiers, Egletons, Meymac…). On peut néanmoins citer la forteresse médiévale du Puy Murat, à Tarnac, qui contrôlait l’accès à la montagne limousine depuis l'Ouest.
Pendant la guerre de Cent-Ans, malgré son manque d'intérêt stratégique, le plateau subit néanmoins, en 1373, la chevauchée de Jean de Lancastre.[réf. nécessaire]

### Période contemporaine

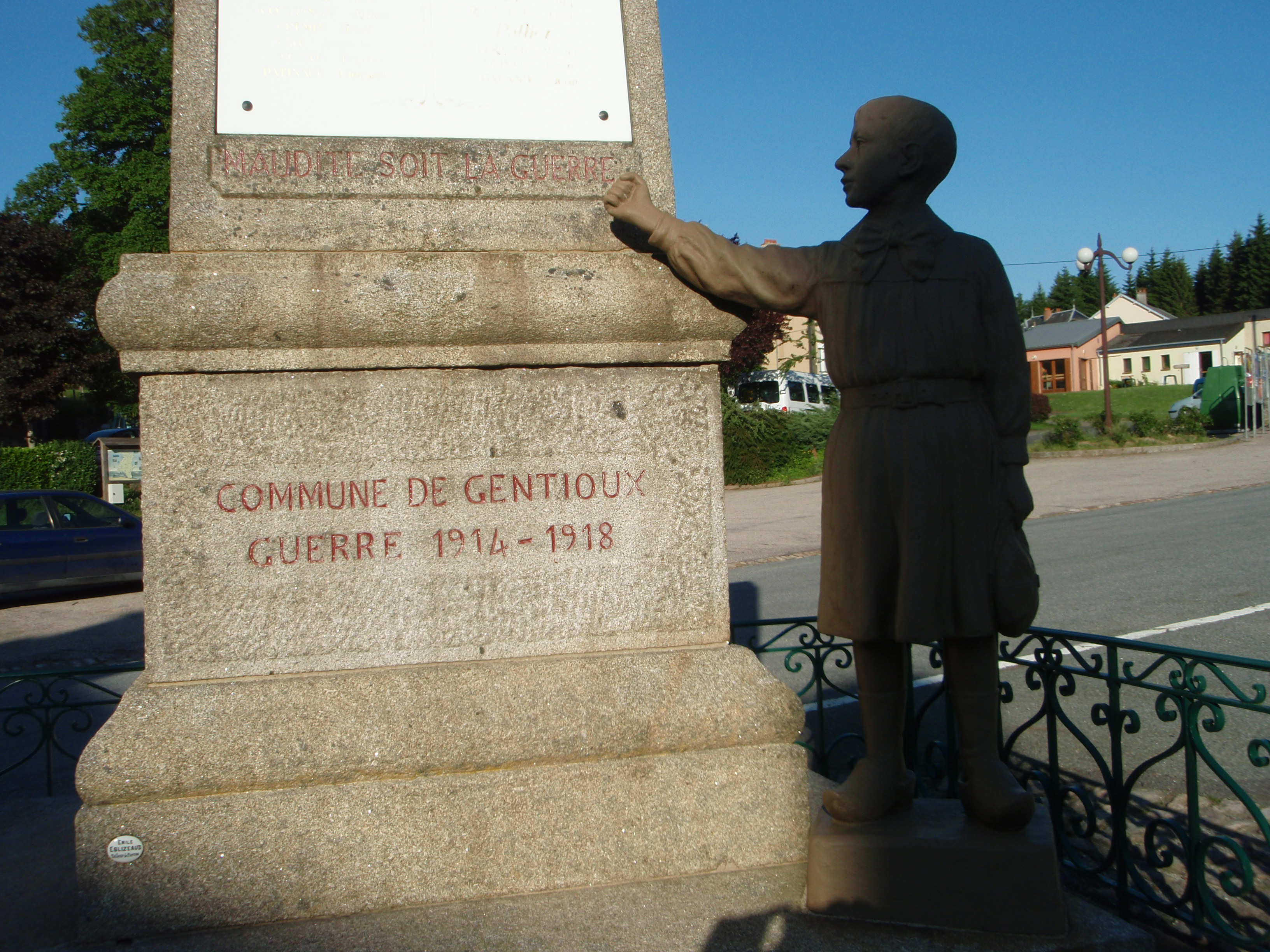
Le monument aux morts pacifiste de Gentioux.

L'évolution économique récente de cette région ne peut pas être comprise sans mentionner l'apport financier considérable dû, à partir de 1840 environ, au développement de la profession de négociant en vins de Bordeaux, des agriculteurs qui ont acquis des vins, y compris prestigieux, dans des châteaux du Médoc, Saint-Emilion, Saint-Estèphe, etc. et qui sont partis les vendre aux particuliers en Normandie, dans le Nord de la France et en Belgique. En 1900, des communes comme Meymac (3 000 habitants), qui tire de cette période le surnom de « Meymac-près-Bordeaux », comptaient plusieurs centaines de négociants, qui ont apporté à la région des fortunes respectables. Plusieurs de ces négociants sont devenus propriétaires de châteaux, aussi bien de première réputation que « grands crus bourgeois ». Mais leur activité a permis un enrichissement du secteur qui reste toujours actuel par l'importance des plantations de bois (sapin Douglas entre autres) qu’ils ont réalisées et dont l'exploitation est devenue essentielle à l'activité du plateau.

## Économie
Au total, le plateau rassemblait 17 941 emplois en 2009.

### Agriculture

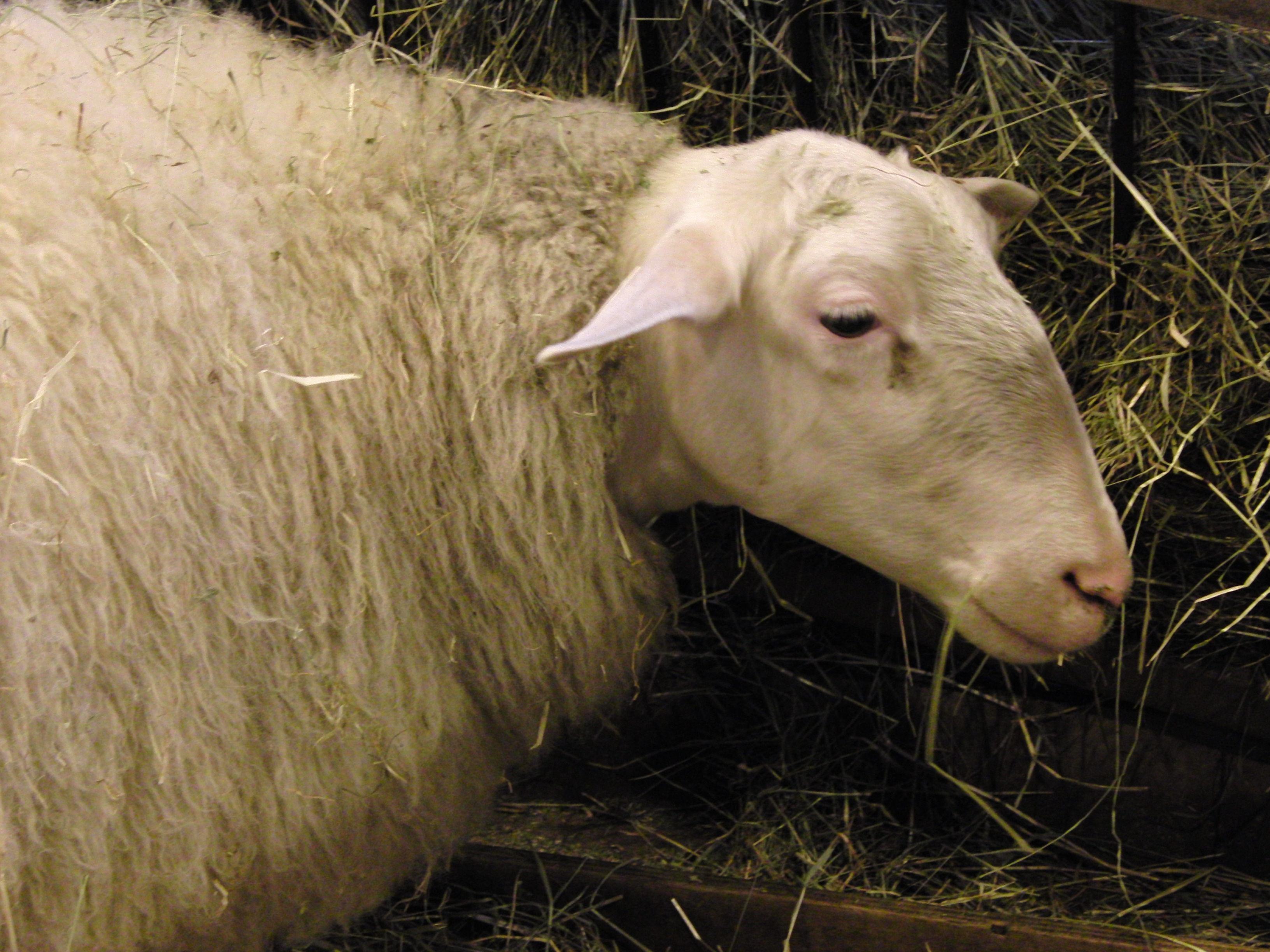
La race ovine limousine est emblématique du plateau de Millevaches.

Contrairement aux idées reçues, le plateau de Millevaches, très rural, n'est pas extrêmement agricole : en 2009, le secteur primaire n'employait que 9,0 % de la population active à travers un peu moins de 1 000 exploitations. Ce chiffre reste néanmoins nettement supérieur aux moyennes régionale (6,0 %) et nationale (3,0 %).

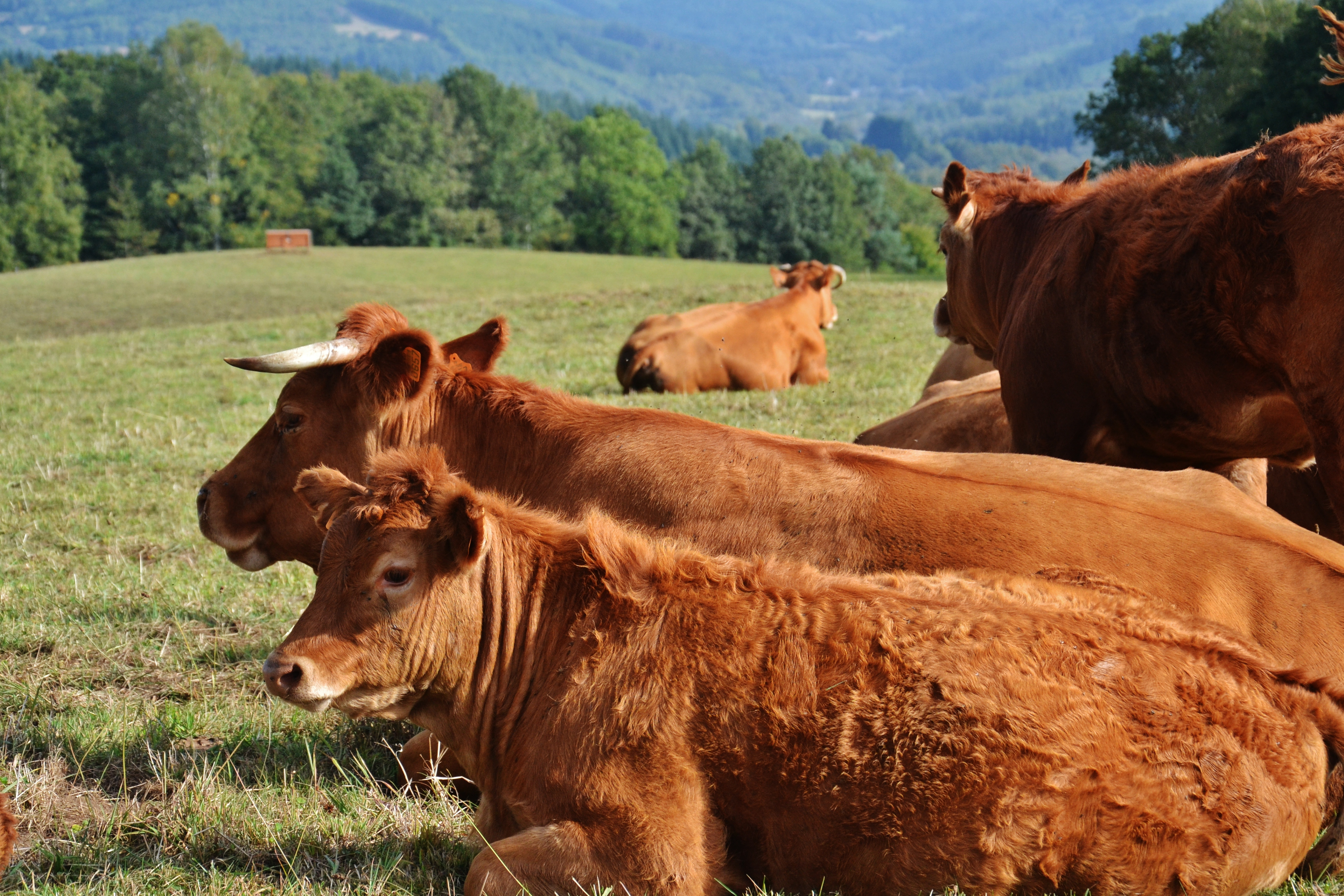
Vaches limousines.

La surface agricole utile moyenne des exploitations est de 77 hectares, nettement plus importante que la moyenne régionale (44 hectares), ce qui s'explique par le nombre d'exploitations moindre (surface disponible relativement importante, superficie forestière notoire restreignant les superficies agricoles potentielles, peu d'actifs agricoles). La SAU totale a augmenté de 2 % entre 2000 et 2010.
L'élevage de la race bovine à viande limousine reste l'activité agricole prédominante, puisqu'il s'agit de l'orientation technico-économique dominante de 57 des 74 communes du plateau.
Le territoire du plateau est presque intégralement compris dans la petite région agricole (PRA) Plateau de Millevaches. Quelques franges appartiennent au nord-ouest et au sud-ouest à la PRA Haut-Limousin, et au nord à la PRA Marche.

### Sylviculture

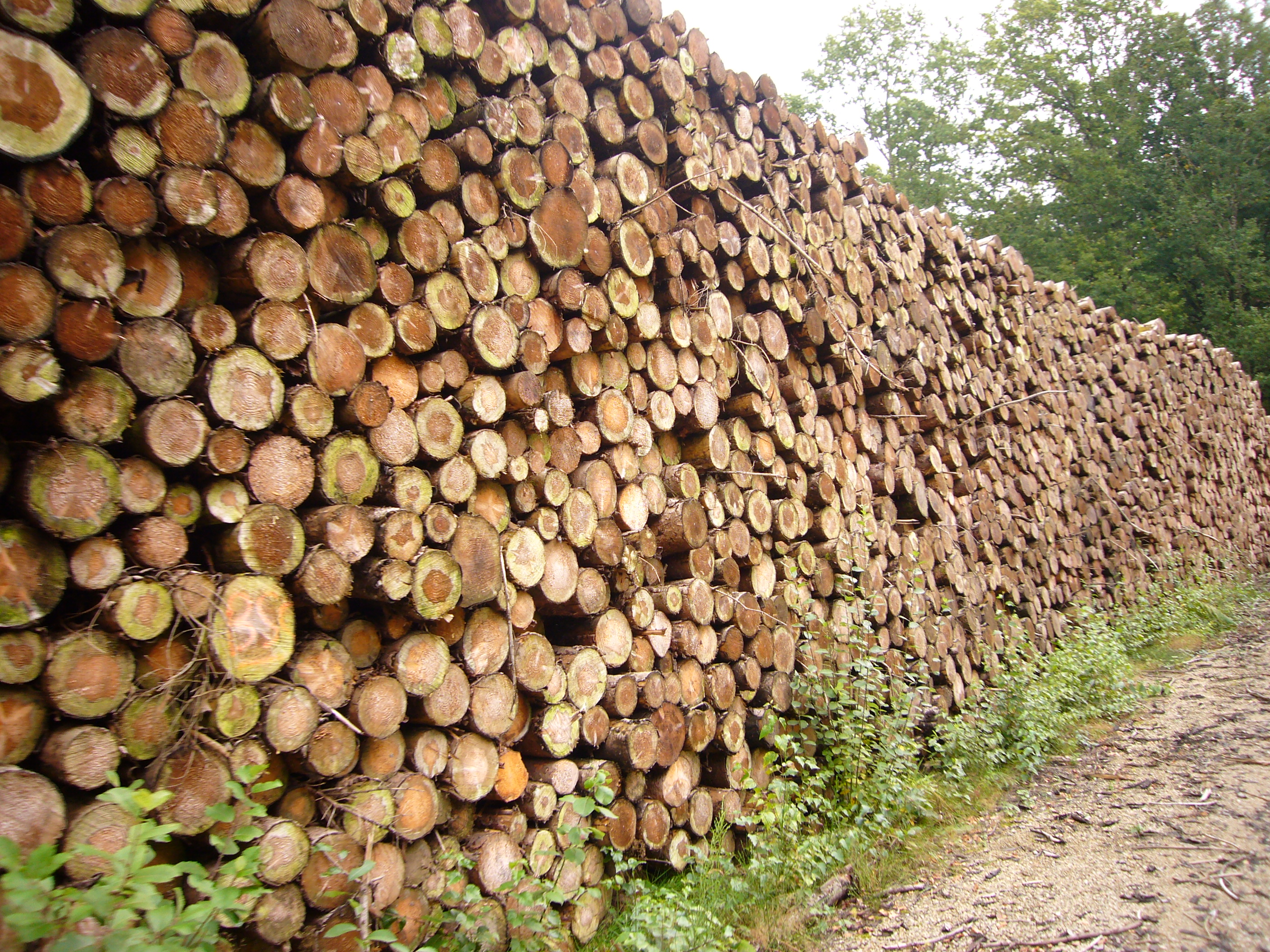
Billes de bois près de Nedde.

La forêt occupant environ les deux tiers de la superficie du plateau,, la sylviculture est une activité majeure du territoire, symbolisée par des entreprises spécialisées dans la fabrication de meubles (Ozoo à La Courtine, Arbos au pôle bois de Tralebos à Égletons) ou non (Maison Bois Limousin à Eymoutiers).

### Industrie
Le secteur industriel emploie en 2009 environ 15,5 % des actifs. La construction en emploie 9,0 %.

### Services
66,5 % des actifs sont employés du secteur tertiaire.

### Entreprises
Employant environ 880 personnes à Ussel, la Fondation Jacques-Chirac pour l'accompagnement et l'insertion des personnes handicapées est le premier employeur du plateau de Millevaches, devant le centre hospitalier d'Ussel (600 emplois). Ces unités contribuent à faire de l'aire urbaine d'Ussel le premier pôle d'emploi du secteur (environ un tiers des emplois du plateau de Millevaches est localisé dans les communes de l'aire urbaine appartenant au plateau). En troisième place se trouve l'unité corrézienne de l'entreprise agroalimentaire Charal située à Égletons (260 employés), qui devance le site ussellois de l'ancien géant de l'aluminium Pechiney, devenu Constellium. Ces quatre établissements, tous situés en bordure de la zone, sont les seuls à employer plus de 200 personnes.
Les principales sociétés industrielles quant au chiffre d'affaires sont le fabricant de stratifiés Polyrey à Ussel (Corrèze), le menuisier Cosylva à Bourganeuf (Creuse), la scierie Terminal Bois Nord et le fabricant de meubles Stratobois à Égletons (Corrèze). Comptabilisée dans les entreprises agroalimentaires, la coopérative forestière Bourgogne Limousin détient le second chiffre d'affaires du plateau derrière Polyrey, réaffirmant d'autant plus la place capitale de la filière bois dans l'économie locale. Respectivement spécialisées dans l'alimentation animale et la minoterie, Madrangeas et Vialle, localisée à Domps (Haute-Vienne), et Estager, à Égletons, suivent la CFBL dans le classement des entreprises agroalimentaires. L'entreprise usselloise de chauffage et plomberie Puybaret est la première entreprise commerciale du plateau, devant deux autres sociétés de la même commune, deux garages automobiles. Enfin, c'est encore Ussel qui accueille la principale entreprise de services, toujours concernant le chiffre d'affaires, à savoir les transporteurs logistiques LLM.

### Médias
Une télévision associative créée en 1986 et basée à Faux-la-Montagne (Creuse), Télé Millevaches, a pour but de participer à la revitalisation du plateau.

## Culture et société

### Sociologie
Le plateau de Millevaches est connu pour la diversité et la récurrence d'expériences d'économie sociale et solidaire et de développement alternatives, que symbolisent plusieurs projets économiques, sociaux et culturels (comme la Société anonyme à participation ouvrière Ambiance Bois, les médias associatifs Télé Millevaches et le journal I.P.N.S, les lieux de L'Atelier à Royère-de-Vassivière ou La Renouée à Gentioux-Pigerolles, ou encore le réseau d'acteurs associatifs « De fil en réseaux »). Les travaux de certains chercheurs ont mis en évidence ce terrain particulièrement fécond en la matière, et la recomposition démographique parfois chaotique qui incarne ce mouvement,,,.
Cette particularité est marquée par des cas emblématiques, comme le squat du village vacances abandonné du lac du Chammet ou les pressions exercées sur un certain nombre de structures associatives par les préfectures,,.

### Langue et littérature

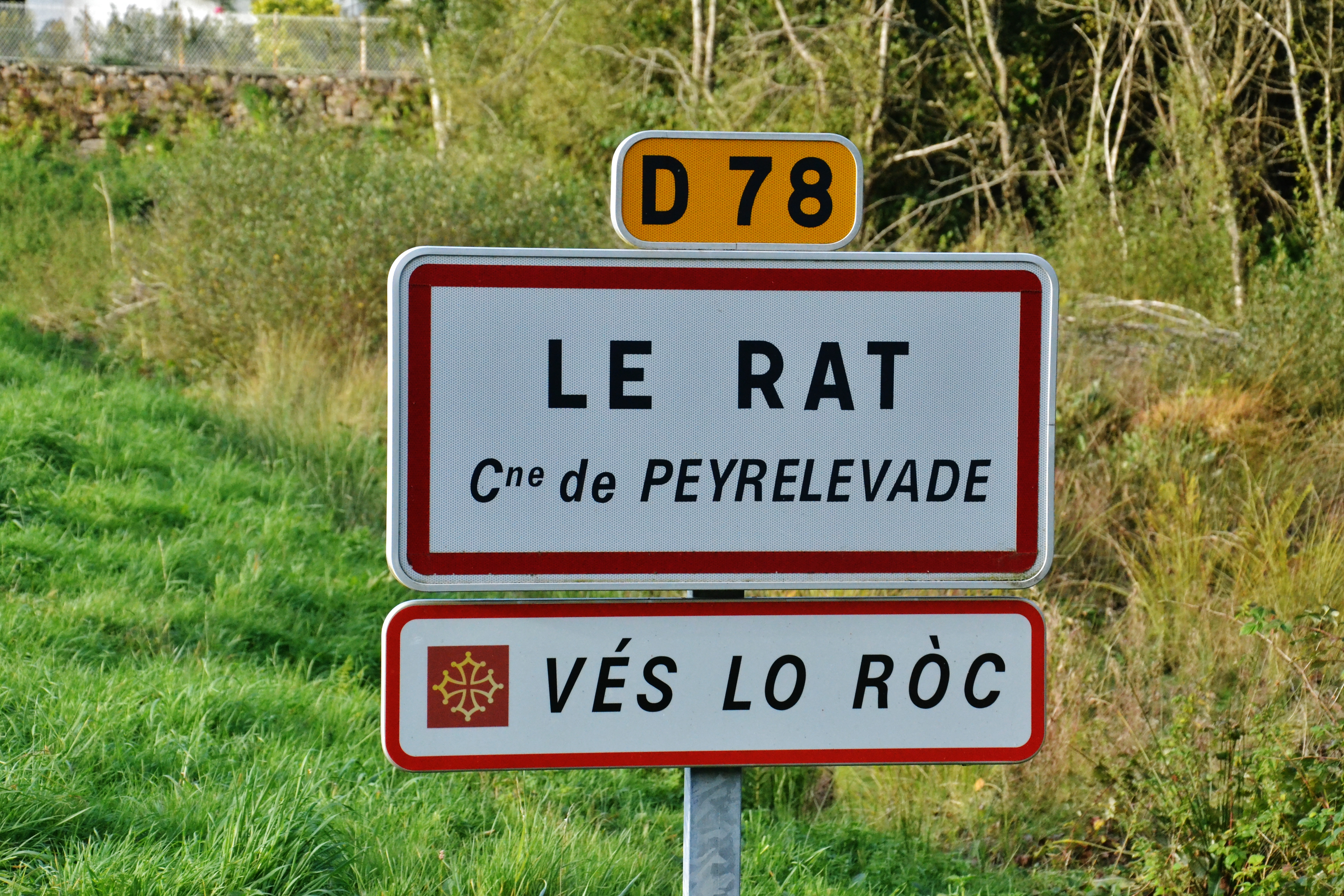
Panneau bilingue près de Peyrelevade.

#### Aire linguistique traditionnelle
Le plateau est compris dans l'aire linguistique occitane. Elle appartient plus particulièrement au dialecte limousin, mais est parfois partiellement comprise pour sa partie orientale, au dialecte occitan du Centre-Nord.
L'Institut d'études occitanes du Limousin a mené deux enquêtes sur le patrimoine linguistique du plateau de Millevaches : en 2007-2008 sur le thème de l'eau dans la Montagne limousine (dans le cadre du Plan Loire Grandeur nature),, et entre 2009 et 2011 pour le compte du PNR autour du patrimoine toponymique de 82 communes du secteur,.

#### Production littéraire
L'œuvre monumentale de Marcelle Delpastre, en occitan, en français ou dans les deux langues en alternance, reste encore à découvrir[non neutre].
Le plateau de Millevaches sert de cadre à plusieurs romans ou récits de Richard Millet. La base GéoCulture - Le Limousin vu par les artistes recense plusieurs auteurs qui ont écrit sur le plateau (Georges Magnane, Pierre Bergounioux, Mathieu Riboulet, Franck Linol).
Dans son livre Du Pays et de l'exil, un abécédaire de la littérature du Limousin, paru en 2008, dont la postface est signée de l'écrivain briviste Pierre Bergounioux qui a lui-même écrit à propos du plateau, l'écrivain limougeaud Laurent Bourdelas évoque des auteurs issus du plateau, ayant écrit à son sujet et/ou s'y étant installés. Par ailleurs, il a lui-même consacré plusieurs textes au plateau dans son livre Les Chroniques d'Aubos.
La poète Marie-Noëlle Agniau a publié un texte sur Pigerolles dans le journal I.P.N.S., no 14, ainsi que l'écrivain Laurent Bourdelas, qui, en 2017, a également rédigé un article sur les écrivains du plateau dans le même journal.

### Arts plastiques
Le plateau de Millevaches a inspiré le travail de plusieurs artistes, comme les toiles et gravures du graveur franco-tchèque Pavel Macek, les peintures de Claude Roucard et Olivier Masmonteil, les dessins de Gaston Vuillier, les photographies de Franck Gérard ou Roger Vulliez et les peintures, collages et lithographies de Paul Rebeyrolle, né à Eymoutiers et auquel est dédié un Espace dans sa ville natale.
Le plateau accueille le Centre international d'art et du paysage de Vassivière situé sur l'île du même nom, centre qui présente dans son parc de sculptures un grand nombre d'œuvres réalisées in situ, ainsi que le centre d'art contemporain de Meymac.

### Musique
Plusieurs collectages réalisés, dans les années 1970 et 1980, ont permis en Limousin et, en particulier, sur le plateau, d'identifier et d'enregistrer des musiciens originaux, « créateurs et détenteurs d’un savoir, d’un style issus d’une tradition et d’un mode de vie liés à la ruralité. » Parmi ces musiciens, de nombreux violoneux, représentants d'une tradition de violon populaire vivace (François Malthieux, Gaston Pouget, Henri Lachaud, Léon Peyrat, etc.).
Au tournant du XXIe siècle, des groupes et des chercheurs locaux s'attachent à perpétuer cette tradition musicale en la faisant vivre, à travers des publications et des festivals, comme les Rencontres musicales de Nedde.

### Gastronomie
Ce terroir offre une cuisine qui fut longtemps appelée « cuisine du pauvre », bien que n'étant pas de mauvaise qualité.
Parmi les principales spécialités, la farcidure est une sorte de pain de pommes de terre qui venait remplacer en partie la farine de froment inexistante sur le plateau. La « farce dure » désignait un flan de fines herbes. On trouve également des crêpes appelées tourtous ou galétous, des truffes, foies gras, oies et canards gras, pâtés et terrines, volailles et gibiers simples et parfumés et champignons (cèpes, girolles).
L'agneau, le mouton limousin, la race bovine limousine, les cochons « cul noir » ainsi qu'une belle production de fromages de chèvre sont une spécialité du plateau. L’apiculture est une activité traditionnelle du plateau depuis le XVIIIe siècle, on y récolte le « miel de pays », le miel de bruyère en particulier. On compte aujourd'hui 10 apiculteurs professionnels sur le plateau[réf. nécessaire].
Une variété de pommes anciennes appelée la Blandurette est cultivée dans le sud du plateau pour la fabrication de cidre et de jus.

### Architecture

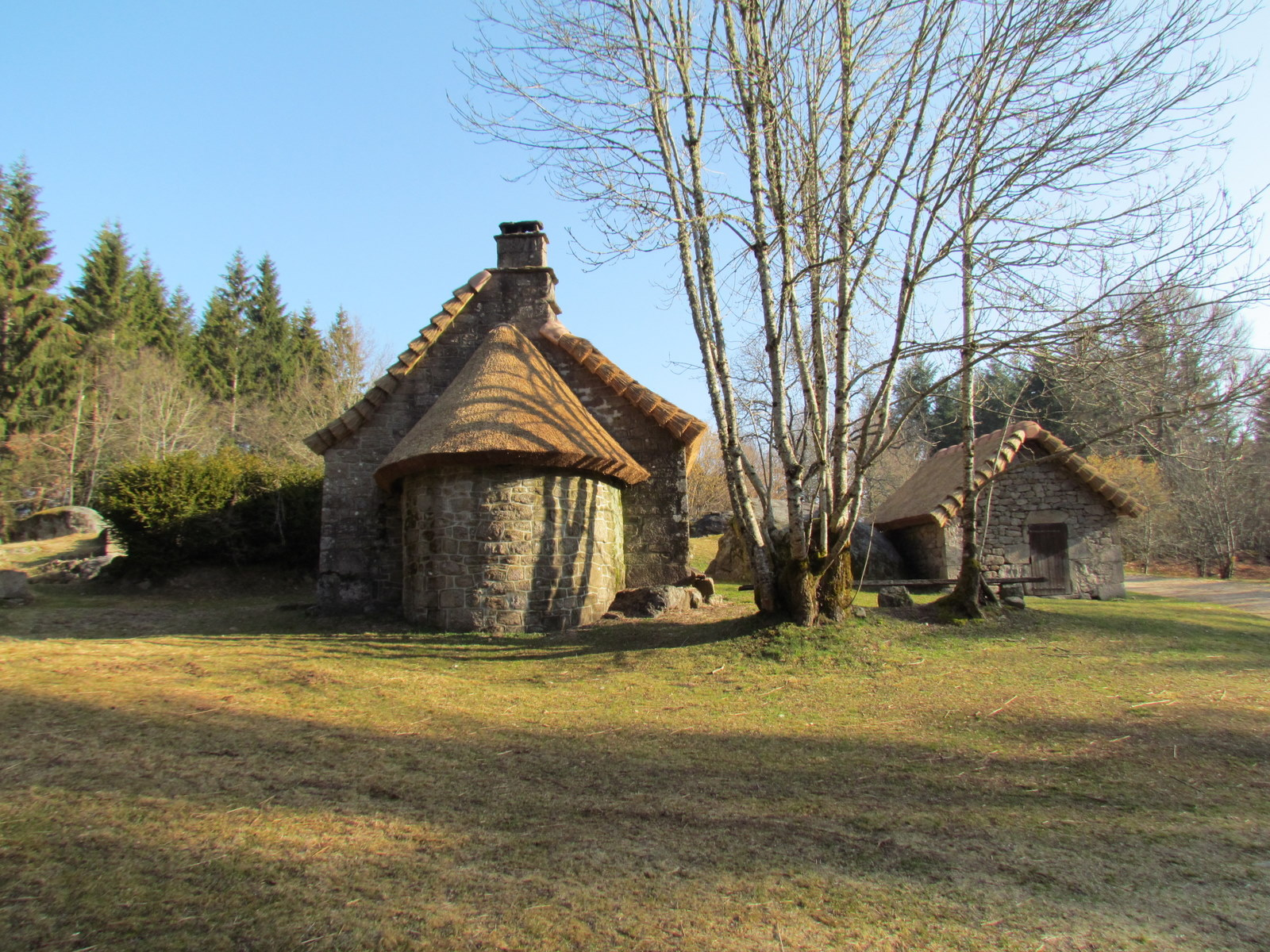
Le village restauré de Clédat, près de Grandsaigne.

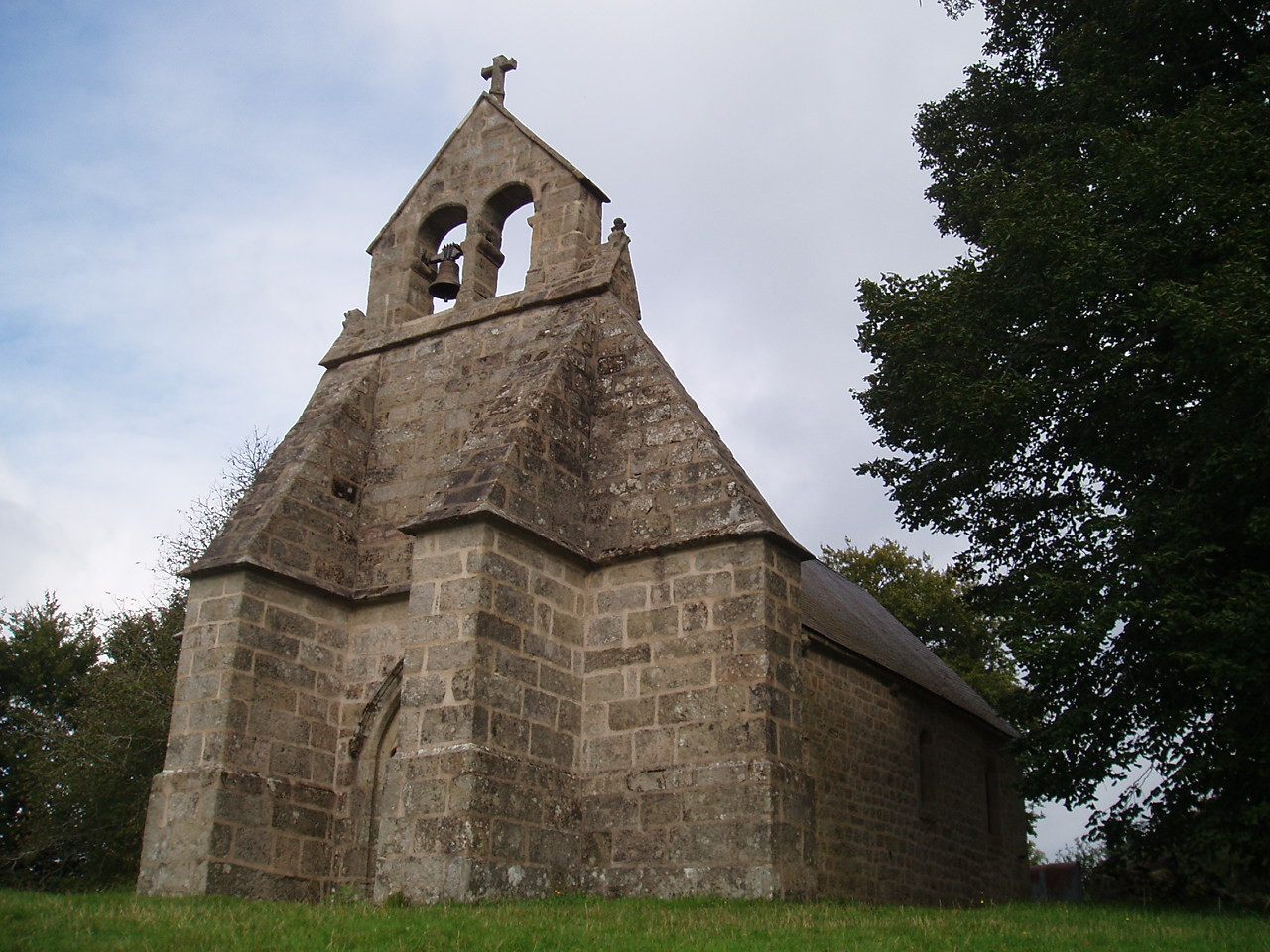
Le clocher-mur de l'église Sainte-Madeleine de Paillier, près de Gentioux-Pigerolles (Creuse).

La maison paysanne du plateau de Millevaches est fortement influencée par la pratique agricole traditionnelle. Les dépendances tiennent donc une place importante dans la configuration de l'unité de vie : il s'agit de la grange-étable dite « limousine », à la grande porte centrale, dont les deux fonctions et donc les deux espaces sont de plain-pied, le clédier, parfois le four à pain et la porcherie.
Peu diversifiée jusqu'à la fin du XVIIIe siècle (maison basse à une seule pièce, accolée à la grange-étable), la maison peut comporter deux pièces ou un étage par la suite.
Les édifices religieux, sobres mais souvent massifs, présentent très souvent, à l'instar de nombreux clochers du grand quart sud-ouest français, un clocher-mur, parfois appelé clocher-peigne ou clocher-pignon, du nom de sa partie supérieure ajourée où sont disposées les cloches. Cette construction particulière a connu son apogée jusqu'au XVIIe siècle, avant d'être progressivement supplantée par des clochers plus classiques.

## Tourisme
Le tourisme rural (ou tourisme vert, tourisme durable) et ses différentes variantes (agrotourisme, sports de plein air, etc.) sont un potentiel, un secteur en développement, non négligeable pour l'économie du plateau. Ainsi, 6,4 % des salariés du territoire du parc naturel régional de Millevaches en Limousin occupent un emploi généré par le tourisme, deux points de plus que les moyennes régionale et nationale, un résultat comparable aux taux des régions du littoral atlantique. Ce chiffre atteint 15 % en période estivale.
Ce tourisme est principalement incarné par les espaces protégés, au premier rang desquels se trouve le parc naturel régional de Millevaches en Limousin, créé en 2004, dont la vocation touristique est indéniable. Parmi le potentiel touristique des attraits environnementaux du plateau, on peut citer d'autres espaces dits naturels tels les lacs et les activités de plaisance qu'ils induisent (lac de Vassivière, lac du Chammet, lac de Sèchemailles), les tourbières (tourbière du Longéroux) ou les landes. Le patrimoine bâti et culturel (ruines gallo-romaines des Cars, abbaye Saint-André de Meymac, Centre international d'art et du paysage de Vassivière, etc.) est par ailleurs notoire.
En période hivernale, deux petites stations de ski de fond sont ouvertes selon l'enneigement : Saint-Setiers et Bonnefond (Corrèze). En 2023, la seule station de ski de fond de la Creuse, à Gentioux-Pigerolles, ferme ses portes faute de bénévoles.

### Fréquentation
Les sites les plus fréquentés :
1. Train touristique de Vassivière, Beaumont-du-Lac, 87 (96 383)[96]
2. Bateau Taxi de Vassivière, Peyrat-le-Château, 87 (82 085)[96]
3. Centre international d’Art et du Paysage de Vassivière, Beaumont-du-Lac, 87 (54 695)[96]
4. Bateau mouche et bateau restaurant de Vassivière, Peyrat-le-Château, 87 (18 287)[96]
5. Cité des Insectes, Nedde, 87 (14 176)[96]
6. Espace Paul-Rebeyrolle, Eymoutiers, 87 (8 707)[96]

### Hébergements
Le plateau abrite 21 des 176 terrains de campings de la région (12 en Corrèze, 6 en Haute-Vienne, 3 en Creuse), répartis sur 17 communes ; il abrite en outre 22 hôtels classés (pour 334 chambres) sur les 243 établissements que compte le Limousin 19 d'entre eux sont 2 étoiles, 2 établissements sont classés en 3 étoiles, Nedde et Tarnac.